# Tours préliminaires à la Coupe du monde de football 2002
Navigation
Éliminatoires 1998 Éliminatoires 2006
Voici les éliminatoires de la Coupe du monde de football 2002, au Japon et en Corée du Sud. Il s'agit de la 16e édition des éliminatoires depuis 1934.

## Les qualifiés d'office
Pour la Coupe du monde de football 2002, il y a trois pays qualifiés d'office. Il s'agit des deux pays organisateurs, la Corée du Sud et le Japon, et du tenant du titre, la France, vainqueur à domicile de la Coupe du monde de football 1998. 
196 équipes sont en lice pour se disputer les 29 places qualificatives restantes.

## Afrique
53 nations s'inscrivent, mais il n'y a que 50 équipes qui entrent en compétition. Le Burundi renonce avant le début des éliminatoires, alors que les inscriptions  du Niger et des Comores sont refusées (droits non payés dans les délais impartis). Qualifiée pour le second tour qu'elle débute, la Guinée est exclue par la FIFA pour ingérence politique au sein de la fédération.
Cinq places en phase finale sont attribuées à la « zone Afrique ».

### Premier tour

#### Poule A
7 avril 2000 à Nouakchott (Mauritanie) :  Mauritanie 1 - 2  Tunisie
22 avril 2000 à Tunis (Tunisie) :  Tunisie 3 - 0  Mauritanie
La Tunisie accède au tour suivant en gagnant 5-1 sur l'ensemble des deux matchs.
8 avril 2000 à Bissau (Guinée-Bissau) :  Guinée-Bissau 0 - 0  Togo
23 avril 2000 à Lomé (Togo) :  Togo 3 - 0  Guinée-Bissau
Le Togo accède au tour suivant en gagnant 3-0 sur l'ensemble des deux matchs.
9 avril 2000 à Mindelo (Cap-Vert) :  Cap-Vert 0 - 0  Algérie
21 avril 2000 à Annaba (Algérie) :  Algérie 2 - 0  Cap-Vert
L'Algérie accède au tour suivant en gagnant 2-0 sur l'ensemble des deux matchs.
9 avril 2000 à Cotonou (Bénin) :  Bénin 1 - 1  Sénégal
23 avril 2000 à Dakar (Sénégal) :  Sénégal 1 - 0  Bénin
Le Sénégal accède au tour suivant en gagnant 2-1 sur l'ensemble des deux matchs.
9 avril 2000 à Banjul (Gambie) :  Gambie 0 - 1  Maroc
22 avril 2000 à Casablanca (Maroc) :  Maroc 2 - 0  Gambie
Le Maroc accède au tour suivant en gagnant 3-0 sur l'ensemble des deux matchs.

#### Poule B
8 avril 2000 à Antananarivo (Madagascar) :  Madagascar 2 - 0  Gabon
22 avril 2000 à Libreville (Gabon) :  Gabon 1 - 0  Madagascar
Madagascar accède au tour suivant en gagnant 2-1 sur l'ensemble des deux matchs.
8 avril 2000 à Gaborone (Botswana) :  Botswana 0 - 1  Zambie
22 avril 2000 à Lusaka (Zambie) :  Zambie 1 - 0  Botswana
La Zambie accède au tour suivant en gagnant 2-0 sur l'ensemble des deux matchs.
9 avril 2000 à Mbabane (Swaziland) :  Eswatini 0 - 1  Angola
23 avril 2000 à Luanda (Angola) :  Angola 7 - 1  Eswatini
L'Angola accède au tour suivant en gagnant 8-1 sur l'ensemble des deux matchs.
9 avril 2000 à Maseru  (Lesotho) :  Lesotho 0 - 2  Afrique du Sud
22 avril 2000 à Bloemfontein (Afrique du Sud) :  Afrique du Sud 1 - 0  Lesotho
L'Afrique du Sud accède au tour suivant en gagnant 3-0 sur l'ensemble des deux matchs.
9 avril 2000 à Khartoum (Soudan) :  Soudan 1 - 0  Mozambique
23 avril 2000 à Maputo (Mozambique) :  Mozambique 2 - 1  Soudan
Sur l'ensemble des deux matchs le score était de 2-2, et le Soudan accède au tour suivant grâce à la règle du but à l'extérieur.

#### Poule C
8 avril 2000 à São Tomé (Sao Tomé-et-Principe) :  Sao Tomé-et-Principe 2 - 0  Sierra Leone
22 avril 2000 à Freetown (Sierra Leone) :  Sierra Leone 4 - 0  Sao Tomé-et-Principe
La Sierra Leone accède au tour suivant en gagnant 4-2 sur l'ensemble des deux matchs.
9 avril 2000 à Bangui (République centrafricaine) :  Centrafrique 0 - 1  Zimbabwe
23 avril 2000 à Harare (Zimbabwe) :  Zimbabwe 3 - 1  Centrafrique
Le Zimbabwe accède au tour suivant en gagnant  4-1 sur l'ensemble des deux matchs.
9 avril 2000 à Kigali (Rwanda) :  Rwanda 2 - 2  Côte d'Ivoire
23 avril 2000 à Abidjan (Côte d'Ivoire) :  Côte d'Ivoire 2 - 0  Rwanda
La Côte d'Ivoire accède au tour suivant en gagnant 4-2 sur l'ensemble des deux matchs.
9 avril 2000 à Malabo (Guinée équatoriale) :  Guinée équatoriale 1 - 3  Congo
23 avril 2000 à Pointe-Noire (Congo) :  Congo 2 - 1  Guinée équatoriale
Le Congo accède au tour suivant en gagnant 5-2 sur l'ensemble des deux matchs.
9 avril 2000 à Tripoli (Libye) :  Libye 3 - 0  Mali
23 avril 2000 à Bamako (Mali) :  Mali 3 - 1  Libye
La Libye accède au tour suivant en gagnant 4-3 sur l'ensemble des deux matchs.

#### Poule D
7 avril 2000 à Djibouti (ville) (Djibouti) :  Djibouti 1 - 1  RD Congo
23 avril 2000 à Kinshasa (République démocratique du Congo) :  RD Congo 9 - 1  Djibouti
La République démocratique du Congo accède au tour suivant en gagnant 10-2 sur l'ensemble des deux matchs.
8 avril 2000 à Victoria (Seychelles) :  Seychelles 1 - 1  Namibie
22 avril 2000 à Windhoek (Namibie) :  Namibie 3 - 0  Seychelles
La Namibie accède au tour suivant en gagnant 4-1 sur l'ensemble des deux matchs.
9 avril 2000 à Asmara (Érythrée) :  Érythrée 0 - 0  Nigeria
22 avril 2000 à Lagos (Nigeria) :  Nigeria 4 - 0  Érythrée
Le Nigeria accède au tour suivant en gagnant 4-0 sur l'ensemble des deux matchs.
19 avril 2000 à Yaoundé (Cameroun) :  Somalie 0 - 3  Cameroun
Ce match fut joué au Cameroun au lieu de la Somalie du fait de sa situation politique.
23 avril 2000 à Yaoundé (Cameroun) :  Cameroun 3 - 0  Somalie
Le Cameroun accède au tour suivant en gagnant 6-0 sur l'ensemble des deux matchs.
20 avril 2000 à Le Caire (Égypte) :  Maurice 0 - 2  Égypte
Ce match fut joué en Égypte au lieu de l'Île Maurice.
23 avril 2000 à Alexandrie (Égypte) :  Égypte 4 - 2  Maurice
L'Égypte accède au tour suivant en gagnant 6-2 sur l'ensemble des deux matchs.

#### Poule E
8 avril 2000 à Blantyre (Malawi) :  Malawi 2 - 0  Kenya
22 avril 2000 à Nairobi (Kenya) :  Kenya 0 - 0  Malawi
Le Malawi accède au tour suivant en gagnant 2-0 sur l'ensemble des deux matchs.
8 avril 2000 à Arusha (Tanzanie) :  Tanzanie 0 - 1  Ghana
23 avril 2000 à Accra (Ghana) :  Ghana 3 - 2  Tanzanie
Le Ghana accède au tour suivant en gagnant 4-2 sur l'ensemble des deux matchs.
8 avril 2000 à Kampala (Ouganda) :  Ouganda 4 - 4  Guinée
23 avril 2000 à Conakry (Guinée) :  Guinée 3 - 0  Ouganda
La Guinée accède au tour suivant en gagnant 7-4 sur l'ensemble des deux matchs.
9 avril 2000 à Addis Ababa (Éthiopie) :  Éthiopie 2 - 1  Burkina Faso
23 avril 2000 à Ouagadougou (Burkina Faso) :  Burkina Faso 3 - 0  Éthiopie
Le Burkina Faso accède au tour suivant en gagnant 4-2 sur l'ensemble des deux matchs.
9 avril 2000 à N'Djamena (Tchad) :  Tchad 0 - 1  Liberia
23 avril 2000 à Monrovia (Liberia) :  Liberia 0 - 0  Tchad
Le Liberia accède au tour suivant en gagnant 1-0 sur l'ensemble des deux matchs.

### Second tour

#### Groupe 1
Le Cameroun qualifié.
| Rang | Équipe   | Pts | J | G | N | P | Bp | Bc | Diff |  | Résultats (▼ dom., ► ext.) |     |     |     |     |     |
| ---- | -------- | --- | - | - | - | - | -- | -- | ---- |  | -------------------------- | --- | --- | --- | --- | --- |
| 1    | Cameroun | 19  | 8 | 6 | 1 | 1 | 14 | 4  | +10  |  | Cameroun                   |     | 3-0 | 1-0 | 2-0 | 1-0 |
| 2    | Angola   | 13  | 8 | 3 | 4 | 1 | 11 | 9  | +2   |  | Angola                     | 2-0 |     | 2-1 | 1-1 | 3-1 |
| 3    | Zambie   | 11  | 8 | 3 | 2 | 3 | 14 | 11 | +3   |  | Zambie                     | 2-2 | 1-1 |     | 2-0 | 2-0 |
| 4    | Togo     | 9   | 8 | 2 | 3 | 3 | 10 | 13 | -3   |  | Togo                       | 0-2 | 1-1 | 3-2 |     | 2-0 |
| 5    | Libye    | 2   | 8 | 0 | 2 | 6 | 7  | 19 | -12  |  | Libye                      | 0-3 | 1-1 | 2-4 | 3-3 |     |

#### Groupe 2
Le Nigeria qualifié.
| Rang | Équipe       | Pts | J | G | N | P | Bp | Bc | Diff |  | Résultats (▼ dom., ► ext.) |     |     |     |     |     |
| ---- | ------------ | --- | - | - | - | - | -- | -- | ---- |  | -------------------------- | --- | --- | --- | --- | --- |
| 1    | Nigeria      | 16  | 8 | 5 | 1 | 2 | 15 | 3  | +12  |  | Nigeria                    |     | 2-0 | 3-0 | 3-0 | 2-0 |
| 2    | Liberia      | 15  | 8 | 5 | 0 | 3 | 10 | 8  | +2   |  | Liberia                    | 2-1 |     | 2-0 | 1-2 | 1-0 |
| 3    | Soudan       | 12  | 8 | 4 | 0 | 4 | 8  | 10 | -2   |  | Soudan                     | 0-4 | 2-0 |     | 1-0 | 3-0 |
| 4    | Ghana        | 11  | 8 | 3 | 2 | 3 | 10 | 9  | +1   |  | Ghana                      | 0-0 | 1-3 | 1-0 |     | 5-0 |
| 5    | Sierra Leone | 4   | 8 | 1 | 1 | 6 | 2  | 15 | -13  |  | Sierra Leone               | 1-0 | 0-1 | 0-2 | 1-1 |     |

#### Groupe 3
Le Sénégal  qualifié.
| Rang | Équipe  | Pts | J | G | N | P | Bp | Bc | Diff |  | Résultats (▼ dom., ► ext.) |     |     |     |     |     |
| ---- | ------- | --- | - | - | - | - | -- | -- | ---- |  | -------------------------- | --- | --- | --- | --- | --- |
| 1    | Sénégal | 15  | 8 | 4 | 3 | 1 | 14 | 2  | +12  |  | Sénégal                    |     | 1-0 | 0-0 | 3-0 | 4-0 |
| 2    | Maroc   | 15  | 8 | 4 | 3 | 1 | 8  | 3  | +5   |  | Maroc                      | 0-0 |     | 1-0 | 2-1 | 3-0 |
| 3    | Égypte  | 13  | 8 | 3 | 4 | 1 | 16 | 7  | +9   |  | Égypte                     | 1-0 | 0-0 |     | 5-2 | 8-2 |
| 4    | Algérie | 8   | 8 | 2 | 2 | 4 | 11 | 14 | -3   |  | Algérie                    | 1-1 | 1-2 | 1-1 |     | 1-0 |
| 5    | Namibie | 2   | 8 | 0 | 2 | 6 | 3  | 26 | -23  |  | Namibie                    | 0-5 | 0-0 | 1-1 | 0-4 |     |

#### Groupe 4
La Tunisie qualifiée.
| Rang | Équipe        | Pts | J | G | N | P | Bp | Bc | Diff |  | Résultats (▼ dom., ► ext.) |     |     |     |     |     |
| ---- | ------------- | --- | - | - | - | - | -- | -- | ---- |  | -------------------------- | --- | --- | --- | --- | --- |
| 1    | Tunisie       | 20  | 8 | 6 | 2 | 0 | 23 | 4  | +19  |  | Tunisie                    |     | 1-1 | 6-0 | 1-0 | 6-0 |
| 2    | Côte d'Ivoire | 15  | 8 | 4 | 3 | 1 | 18 | 8  | +10  |  | Côte d'Ivoire              | 2-2 |     | 1-2 | 6-0 | 2-0 |
| 3    | RD Congo      | 10  | 8 | 3 | 1 | 4 | 7  | 16 | -9   |  | RD Congo                   | 0-3 | 1-2 |     | 1-0 | 2-0 |
| 4    | Madagascar    | 6   | 8 | 2 | 0 | 6 | 5  | 15 | -10  |  | Madagascar                 | 0-2 | 1-3 | 3-0 |     | 1-0 |
| 5    | Congo         | 5   | 8 | 1 | 2 | 5 | 5  | 15 | -10  |  | Congo                      | 1-2 | 1-1 | 1-1 | 2-0 |     |

#### Groupe 5
L'Afrique du Sud qualifiée. Après avoir joué 3 matches (seul celui contre l'Afrique du Sud n'est pas joué), la Guinée est disqualifiée, et la Fédération de Guinée de football suspendue par la FIFA  en raison d'ingérence politique. Tous les résultats de la Guinée ont été annulés.
| Rang | Équipe         | Pts | J | G | N | P | Bp | Bc | Diff |  | Résultats (▼ dom., ► ext.) |     |     |     |     |
| ---- | -------------- | --- | - | - | - | - | -- | -- | ---- |  | -------------------------- | --- | --- | --- | --- |
| 1    | Afrique du Sud | 16  | 6 | 5 | 1 | 0 | 10 | 3  | +7   |  | Afrique du Sud             |     | 2-1 | 1-0 | 2-0 |
| 2    | Zimbabwe       | 12  | 6 | 4 | 0 | 2 | 7  | 5  | +2   |  | Zimbabwe                   | 0-2 |     | 1-0 | 2-0 |
| 3    | Burkina Faso   | 5   | 6 | 1 | 2 | 3 | 7  | 8  | -1   |  | Burkina Faso               | 1-1 | 1-2 |     | 4-2 |
| 4    | Malawi         | 1   | 6 | 0 | 1 | 5 | 4  | 12 | -8   |  | Malawi                     | 1-2 | 0-1 | 1-1 |     |

## Asie
40 pays se disputent les 2 places qualificatives pour la phase finale et la place de barragiste.

### Les non participants
L'Afghanistan, le Bhoutan, la Corée du Nord et le Timor oriental ne participent pas à ces éliminatoires.

### Les qualifiés d'office
Le  Japon et la  Corée du Sud sont qualifiés d'office car ce sont les pays organisateurs.

### Premier tour

#### Groupe 1
| Rang | Équipe      | Pts | J | G | N | P | Bp | Bc | Diff |  | Résultats (▼ dom., ► ext.) |     |     |      |      |
| ---- | ----------- | --- | - | - | - | - | -- | -- | ---- |  | -------------------------- | --- | --- | ---- | ---- |
| 1    | Oman        | 16  | 6 | 5 | 1 | 0 | 33 | 3  | +30  |  | Oman                       |     | 2-0 | 12-0 | 7-0  |
| 2    | Syrie       | 13  | 6 | 4 | 1 | 1 | 40 | 6  | +34  |  | Syrie                      | 3-3 |     | 11-0 | 12-0 |
| 3    | Laos        | 4   | 6 | 1 | 1 | 4 | 3  | 40 | -37  |  | Laos                       | 0-7 | 0-9 |      | 2-0  |
| 4    | Philippines | 1   | 6 | 0 | 1 | 5 | 2  | 29 | -27  |  | Philippines                | 0-2 | 1-5 | 1-1  |      |

#### Groupe 2
| Rang | Équipe      | Pts     | J       | G       | N       | P       | Bp      | Bc      | Diff    |  | Résultats (▼ dom., ► ext.) |  |     |      |
| ---- | ----------- | ------- | ------- | ------- | ------- | ------- | ------- | ------- | ------- |  | -------------------------- |  | --- | ---- |
| 1    | Iran        | 6       | 2       | 2       | 0       | 0       | 21      | 0       | +21     |  | Iran                       |  | 2-0 | 19-0 |
| 2    | Tadjikistan | 3       | 2       | 1       | 0       | 1       | 16      | 2       | +14     |  | Tadjikistan                |  |     | 16-0 |
| 3    | Guam        | 0       | 2       | 0       | 0       | 2       | 0       | 35      | -35     |  | Guam                       |  |     |      |
| 4    | Birmanie    | Forfait | Forfait | Forfait | Forfait | Forfait | Forfait | Forfait | Forfait |  |                            |  |     |      |

#### Groupe 3
| Tournoi à Hong Kong Palestine - Qatar Malaisie - Hong Kong Palestine - Malaisie Qatar - Hong Kong | 5:1 1:1 1:2 2:0 1:0 2:0 | Tournoi au Qatar | 1:0 0:0 2:1 0:3 4:3 | Rang | Pays      | Buts | Points |
| Tournoi à Hong Kong Palestine - Qatar Malaisie - Hong Kong Palestine - Malaisie Qatar - Hong Kong | 5:1 1:1 1:2 2:0 1:0 2:0 | Tournoi au Qatar | 1:0 0:0 2:1 0:3 4:3 | 1    | Qatar *   | 14:3 | 16     |
| Tournoi à Hong Kong Palestine - Qatar Malaisie - Hong Kong Palestine - Malaisie Qatar - Hong Kong | 5:1 1:1 1:2 2:0 1:0 2:0 | Tournoi au Qatar | 1:0 0:0 2:1 0:3 4:3 | 2    | Palestine | 8:9  | 7      |
| Tournoi à Hong Kong Palestine - Qatar Malaisie - Hong Kong Palestine - Malaisie Qatar - Hong Kong | 5:1 1:1 1:2 2:0 1:0 2:0 | Tournoi au Qatar | 1:0 0:0 2:1 0:3 4:3 | 3    | Malaisie  | 8:11 | 7      |
| Tournoi à Hong Kong Palestine - Qatar Malaisie - Hong Kong Palestine - Malaisie Qatar - Hong Kong | 5:1 1:1 1:2 2:0 1:0 2:0 | Tournoi au Qatar | 1:0 0:0 2:1 0:3 4:3 | 4    | Hong Kong | 3:10 | 4      |

#### Groupe 4
| Tournoi à Singapour Bahreïn - Koweït Singapour - Kirghizistan Bahreïn - Kirghizistan Koweït - Singapour Kirghizistan - Koweït Singapour - Bahreïn | 1:2 0:1 1:0 1:1 0:3 1:2 | Tournoi au Koweït Kirghizistan - Bahreïn Singapour - Koweït Koweït - Kirghizistan Bahreïn - Singapour Kirghizistan - Singapour Koweït - Bahreïn | 1:2 0:1 2:0 1:1 0:1 | Rang | Pays         | Buts | Points |
| Tournoi à Singapour Bahreïn - Koweït Singapour - Kirghizistan Bahreïn - Kirghizistan Koweït - Singapour Kirghizistan - Koweït Singapour - Bahreïn | 1:2 0:1 1:0 1:1 0:3 1:2 | Tournoi au Koweït Kirghizistan - Bahreïn Singapour - Koweït Koweït - Kirghizistan Bahreïn - Singapour Kirghizistan - Singapour Koweït - Bahreïn | 1:2 0:1 2:0 1:1 0:1 | 1    | Bahreïn *    | 9:4  | 15     |
| Tournoi à Singapour Bahreïn - Koweït Singapour - Kirghizistan Bahreïn - Kirghizistan Koweït - Singapour Kirghizistan - Koweït Singapour - Bahreïn | 1:2 0:1 1:0 1:1 0:3 1:2 | Tournoi au Koweït Kirghizistan - Bahreïn Singapour - Koweït Koweït - Kirghizistan Bahreïn - Singapour Kirghizistan - Singapour Koweït - Bahreïn | 1:2 0:1 2:0 1:1 0:1 | 2    | Koweït       | 9:3  | 13     |
| Tournoi à Singapour Bahreïn - Koweït Singapour - Kirghizistan Bahreïn - Kirghizistan Koweït - Singapour Kirghizistan - Koweït Singapour - Bahreïn | 1:2 0:1 1:0 1:1 0:3 1:2 | Tournoi au Koweït Kirghizistan - Bahreïn Singapour - Koweït Koweït - Kirghizistan Bahreïn - Singapour Kirghizistan - Singapour Koweït - Bahreïn | 1:2 0:1 2:0 1:1 0:1 | 3    | Kirghizistan | 3:9  | 4      |
| Tournoi à Singapour Bahreïn - Koweït Singapour - Kirghizistan Bahreïn - Kirghizistan Koweït - Singapour Kirghizistan - Koweït Singapour - Bahreïn | 1:2 0:1 1:0 1:1 0:3 1:2 | Tournoi au Koweït Kirghizistan - Bahreïn Singapour - Koweït Koweït - Kirghizistan Bahreïn - Singapour Kirghizistan - Singapour Koweït - Bahreïn | 1:2 0:1 2:0 1:1 0:1 | 4    | Singapour    | 3:8  | 2      |

#### Groupe 5
| Tournoi au Liban Thaïlande - Sri Lanka Liban - Pakistan Thaïlande - Pakistan Liban - Sri Lanka Pakistan - Sri Lanka Liban - Thaïlande | 4:2 6:0 3:0 4:0 3:3 1:2 | Tournoi en Thaïlande Pakistan - Liban Sri Lanka - Thaïlande Sri Lanka - Liban Pakistan - Thaïlande Sri Lanka - Pakistan Thaïlande - Liban | 1:8 0:3 0:5 0:6 3:1 2:2 | Rang | Pays        | Buts | Points |
| Tournoi au Liban Thaïlande - Sri Lanka Liban - Pakistan Thaïlande - Pakistan Liban - Sri Lanka Pakistan - Sri Lanka Liban - Thaïlande | 4:2 6:0 3:0 4:0 3:3 1:2 | Tournoi en Thaïlande Pakistan - Liban Sri Lanka - Thaïlande Sri Lanka - Liban Pakistan - Thaïlande Sri Lanka - Pakistan Thaïlande - Liban | 1:8 0:3 0:5 0:6 3:1 2:2 | 1    | Thaïlande * | 20:5 | 16     |
| Tournoi au Liban Thaïlande - Sri Lanka Liban - Pakistan Thaïlande - Pakistan Liban - Sri Lanka Pakistan - Sri Lanka Liban - Thaïlande | 4:2 6:0 3:0 4:0 3:3 1:2 | Tournoi en Thaïlande Pakistan - Liban Sri Lanka - Thaïlande Sri Lanka - Liban Pakistan - Thaïlande Sri Lanka - Pakistan Thaïlande - Liban | 1:8 0:3 0:5 0:6 3:1 2:2 | 2    | Liban       | 26:5 | 13     |
| Tournoi au Liban Thaïlande - Sri Lanka Liban - Pakistan Thaïlande - Pakistan Liban - Sri Lanka Pakistan - Sri Lanka Liban - Thaïlande | 4:2 6:0 3:0 4:0 3:3 1:2 | Tournoi en Thaïlande Pakistan - Liban Sri Lanka - Thaïlande Sri Lanka - Liban Pakistan - Thaïlande Sri Lanka - Pakistan Thaïlande - Liban | 1:8 0:3 0:5 0:6 3:1 2:2 | 3    | Sri Lanka   | 8:20 | 4      |
| Tournoi au Liban Thaïlande - Sri Lanka Liban - Pakistan Thaïlande - Pakistan Liban - Sri Lanka Pakistan - Sri Lanka Liban - Thaïlande | 4:2 6:0 3:0 4:0 3:3 1:2 | Tournoi en Thaïlande Pakistan - Liban Sri Lanka - Thaïlande Sri Lanka - Liban Pakistan - Thaïlande Sri Lanka - Pakistan Thaïlande - Liban | 1:8 0:3 0:5 0:6 3:1 2:2 | 4    | Pakistan    | 5:29 | 1      |

#### Groupe 6
| Tournoi en Irak Népal - Kazakhstan Irak - Macao Kazakhstan - Macao Népal - Irak Népal - Macao Kazakhstan - Irak | 0:6 8:0 3:0 1:9 4:1 1:1 | Tournoi au Kazakhstan Kazakhstan - Népal Macao - Irak Macao - Kazakhstan Irak - Népal Macao - Népal Irak - Kazakhstan | 4:0 0:5 4:2 1:6 1:1 | Rang | Pays       | Buts  | Points |
| Tournoi en Irak Népal - Kazakhstan Irak - Macao Kazakhstan - Macao Népal - Irak Népal - Macao Kazakhstan - Irak | 0:6 8:0 3:0 1:9 4:1 1:1 | Tournoi au Kazakhstan Kazakhstan - Népal Macao - Irak Macao - Kazakhstan Irak - Népal Macao - Népal Irak - Kazakhstan | 4:0 0:5 4:2 1:6 1:1 | 1    | Irak *     | 28:5  | 14     |
| Tournoi en Irak Népal - Kazakhstan Irak - Macao Kazakhstan - Macao Népal - Irak Népal - Macao Kazakhstan - Irak | 0:6 8:0 3:0 1:9 4:1 1:1 | Tournoi au Kazakhstan Kazakhstan - Népal Macao - Irak Macao - Kazakhstan Irak - Népal Macao - Népal Irak - Kazakhstan | 4:0 0:5 4:2 1:6 1:1 | 2    | Kazakhstan | 20:2  | 14     |
| Tournoi en Irak Népal - Kazakhstan Irak - Macao Kazakhstan - Macao Népal - Irak Népal - Macao Kazakhstan - Irak | 0:6 8:0 3:0 1:9 4:1 1:1 | Tournoi au Kazakhstan Kazakhstan - Népal Macao - Irak Macao - Kazakhstan Irak - Népal Macao - Népal Irak - Kazakhstan | 4:0 0:5 4:2 1:6 1:1 | 3    | Népal      | 13:25 | 6      |
| Tournoi en Irak Népal - Kazakhstan Irak - Macao Kazakhstan - Macao Népal - Irak Népal - Macao Kazakhstan - Irak | 0:6 8:0 3:0 1:9 4:1 1:1 | Tournoi au Kazakhstan Kazakhstan - Népal Macao - Irak Macao - Kazakhstan Irak - Népal Macao - Népal Irak - Kazakhstan | 4:0 0:5 4:2 1:6 1:1 | 4    | Macao      | 2:31  | 0      |

#### Groupe 7
| Tournoi en Ouzbékistan Turkménistan - Jordanie Ouzbékistan - Taïwan Taïwan - Jordanie Ouzbékistan - Turkménistan Taïwan - Turkménistan Ouzbékistan - Jordanie | 2:0 7:0 0:2 1:0 0:5 2:2 | Tournoi en Jordanie Jordanie - Taïwan Turkménistan - Ouzbékistan Taïwan - Ouzbékistan Jordanie - Turkménistan Turkménistan - Taïwan Jordanie - Ouzbékistan | 6:0 2:5 0:4 1:2 1:0 1:1 | Rang | Pays           | Buts | Points |
| Tournoi en Ouzbékistan Turkménistan - Jordanie Ouzbékistan - Taïwan Taïwan - Jordanie Ouzbékistan - Turkménistan Taïwan - Turkménistan Ouzbékistan - Jordanie | 2:0 7:0 0:2 1:0 0:5 2:2 | Tournoi en Jordanie Jordanie - Taïwan Turkménistan - Ouzbékistan Taïwan - Ouzbékistan Jordanie - Turkménistan Turkménistan - Taïwan Jordanie - Ouzbékistan | 6:0 2:5 0:4 1:2 1:0 1:1 | 1    | Ouzbékistan *  | 20:5 | 14     |
| Tournoi en Ouzbékistan Turkménistan - Jordanie Ouzbékistan - Taïwan Taïwan - Jordanie Ouzbékistan - Turkménistan Taïwan - Turkménistan Ouzbékistan - Jordanie | 2:0 7:0 0:2 1:0 0:5 2:2 | Tournoi en Jordanie Jordanie - Taïwan Turkménistan - Ouzbékistan Taïwan - Ouzbékistan Jordanie - Turkménistan Turkménistan - Taïwan Jordanie - Ouzbékistan | 6:0 2:5 0:4 1:2 1:0 1:1 | 2    | Turkménistan   | 12:7 | 12     |
| Tournoi en Ouzbékistan Turkménistan - Jordanie Ouzbékistan - Taïwan Taïwan - Jordanie Ouzbékistan - Turkménistan Taïwan - Turkménistan Ouzbékistan - Jordanie | 2:0 7:0 0:2 1:0 0:5 2:2 | Tournoi en Jordanie Jordanie - Taïwan Turkménistan - Ouzbékistan Taïwan - Ouzbékistan Jordanie - Turkménistan Turkménistan - Taïwan Jordanie - Ouzbékistan | 6:0 2:5 0:4 1:2 1:0 1:1 | 3    | Jordanie       | 12:7 | 8      |
| Tournoi en Ouzbékistan Turkménistan - Jordanie Ouzbékistan - Taïwan Taïwan - Jordanie Ouzbékistan - Turkménistan Taïwan - Turkménistan Ouzbékistan - Jordanie | 2:0 7:0 0:2 1:0 0:5 2:2 | Tournoi en Jordanie Jordanie - Taïwan Turkménistan - Ouzbékistan Taïwan - Ouzbékistan Jordanie - Turkménistan Turkménistan - Taïwan Jordanie - Ouzbékistan | 6:0 2:5 0:4 1:2 1:0 1:1 | 4    | Taipei chinois | 0:25 | 0      |

#### Groupe 8
| Rang | Équipe              | Pts | J | G | N | P | Bp | Bc | Diff |  | Résultats (▼ dom., ► ext.) |      |     |     |     |
| ---- | ------------------- | --- | - | - | - | - | -- | -- | ---- |  | -------------------------- | ---- | --- | --- | --- |
| 1    | Émirats arabes unis | 12  | 6 | 4 | 0 | 2 | 21 | 5  | +16  |  | Émirats arabes unis        |      | 3-2 | 1-0 | 4-0 |
| 2    | Yémen               | 11  | 6 | 3 | 2 | 1 | 14 | 8  | +6   |  | Yémen                      | 2-1  |     | 3-3 | 1-0 |
| 3    | Inde                | 11  | 6 | 3 | 2 | 1 | 11 | 5  | +6   |  | Inde                       | 1-0  | 1-1 |     | 5-0 |
| 4    | Brunei              | 0   | 6 | 0 | 0 | 6 | 0  | 28 | -28  |  | Brunei                     | 0-12 | 0-5 | 0-1 |     |

#### Groupe 9
| Rang | Équipe    | Pts | J | G | N | P | Bp | Bc | Diff |  | Résultats (▼ dom., ► ext.) |     |     |      |     |
| ---- | --------- | --- | - | - | - | - | -- | -- | ---- |  | -------------------------- | --- | --- | ---- | --- |
| 1    | Chine     | 18  | 6 | 6 | 0 | 0 | 25 | 3  | +22  |  | Chine                      |     | 5-1 | 10-1 | 3-1 |
| 2    | Indonésie | 12  | 6 | 4 | 0 | 2 | 16 | 7  | +9   |  | Indonésie                  | 0-2 |     | 5-0  | 6-0 |
| 3    | Maldives  | 4   | 6 | 1 | 1 | 4 | 8  | 19 | -11  |  | Maldives                   | 0-1 | 0-2 |      | 6-0 |
| 4    | Cambodge  | 1   | 6 | 0 | 1 | 5 | 2  | 22 | -20  |  | Cambodge                   | 0-4 | 0-2 | 1-1  |     |

#### Groupe 10
| Rang | Équipe          | Pts | J | G | N | P | Bp | Bc | Diff |  | Résultats (▼ dom., ► ext.) |     |     |     |     |
| ---- | --------------- | --- | - | - | - | - | -- | -- | ---- |  | -------------------------- | --- | --- | --- | --- |
| 1    | Arabie saoudite | 18  | 6 | 6 | 0 | 0 | 30 | 0  | +30  |  | Arabie saoudite            |     | 5-0 | 6-0 | 6-0 |
| 2    | Viêt Nam        | 10  | 6 | 3 | 1 | 2 | 9  | 9  | 0    |  | Viêt Nam                   | 0-4 |     | 0-0 | 4-0 |
| 3    | Bangladesh      | 5   | 6 | 1 | 2 | 3 | 5  | 15 | -10  |  | Bangladesh                 | 0-3 | 0-4 |     | 2-2 |
| 4    | Mongolie        | 1   | 6 | 0 | 1 | 5 | 2  | 22 | -20  |  | Mongolie                   | 0-6 | 0-1 | 0-3 |     |

### Deuxième tour

#### Groupe A
| Rang | Équipe          | Pts | J | G | N | P | Bp | Bc | Diff |  | Résultats (▼ dom., ► ext.) |     |     |     |     |     |
| ---- | --------------- | --- | - | - | - | - | -- | -- | ---- |  | -------------------------- | --- | --- | --- | --- | --- |
| 1    | Arabie saoudite | 17  | 8 | 5 | 2 | 1 | 17 | 8  | +9   |  | Arabie saoudite            |     | 2-2 | 1-1 | 1-0 | 4-1 |
| 2    | Iran            | 15  | 8 | 4 | 3 | 1 | 10 | 7  | +3   |  | Iran                       | 2-0 |     | 0-0 | 2-1 | 1-0 |
| 3    | Bahreïn         | 10  | 8 | 2 | 4 | 2 | 8  | 9  | -1   |  | Bahreïn                    | 0-4 | 3-1 |     | 2-0 | 1-1 |
| 4    | Irak            | 7   | 8 | 2 | 1 | 5 | 9  | 10 | -1   |  | Irak                       | 1-2 | 1-2 | 1-0 |     | 4-0 |
| 5    | Thaïlande       | 4   | 8 | 0 | 4 | 4 | 5  | 15 | -10  |  | Thaïlande                  | 1-3 | 0-0 | 1-1 | 1-1 |     |

#### Groupe B
| Rang | Équipe              | Pts | J | G | N | P | Bp | Bc | Diff |  | Résultats (▼ dom., ► ext.) |     |     |     |     |     |
| ---- | ------------------- | --- | - | - | - | - | -- | -- | ---- |  | -------------------------- | --- | --- | --- | --- | --- |
| 1    | Chine               | 19  | 8 | 6 | 1 | 1 | 13 | 2  | +11  |  | Chine                      |     | 3-0 | 2-0 | 3-0 | 1-0 |
| 2    | Émirats arabes unis | 11  | 8 | 3 | 2 | 3 | 10 | 11 | -1   |  | Émirats arabes unis        | 0-1 |     | 4-1 | 0-2 | 2-2 |
| 3    | Ouzbékistan         | 10  | 8 | 3 | 1 | 4 | 13 | 14 | -1   |  | Ouzbékistan                | 1-0 | 0-1 |     | 2-1 | 5-0 |
| 4    | Qatar               | 9   | 8 | 2 | 3 | 3 | 10 | 10 | 0    |  | Qatar                      | 1-1 | 1-2 | 2-2 |     | 0-0 |
| 5    | Oman                | 6   | 8 | 1 | 3 | 4 | 7  | 16 | -9   |  | Oman                       | 0-2 | 1-1 | 4-2 | 0-3 |     |

#### Barrages AFC
25 octobre 2001 à Téhéran  (Iran) :  Iran 1 - 0  Émirats arabes unis
31 octobre 2001 à Abou Dabi  (Émirats arabes unis) :  Émirats arabes unis 0 - 3  Iran
L'Arabie saoudite et la Chine sont qualifiées pour la Coupe du monde 2002, l'Iran doit affronter une équipe européenne pour aller en Coupe du monde.

## Amérique du Nord, centrale et Caraïbes

### Premier tour

#### Caraïbes - Groupe 1
Barbade remporte ce groupe et accède au deuxième tour, Cuba doit disputer les barrages.
|  | Quarts de finale                                       | Quarts de finale                                   | Quarts de finale                                        | Quarts de finale                                   |       |          | Demi-finales                                         | Demi-finales                                         | Demi-finales                                         | Demi-finales                                         |  |  | Finale                                           | Finale                                           | Finale                                           | Finale                                           |
|  |                                                        |                                                    |                                                         |                                                    |       |          |                                                      |                                                      |                                                      |                                                      |  |  |                                                  |                                                  |                                                  |                                                  |
|  | 5 mars 2000 à La Havane, 19 mars 2000 à Georgetown     | 5 mars 2000 à La Havane, 19 mars 2000 à Georgetown | 5 mars 2000 à La Havane, 19 mars 2000 à Georgetown      | 5 mars 2000 à La Havane, 19 mars 2000 à Georgetown |       |          | 2 avril 2000 à La Havane, 16 avril 2000 à Paramaribo | 2 avril 2000 à La Havane, 16 avril 2000 à Paramaribo | 2 avril 2000 à La Havane, 16 avril 2000 à Paramaribo | 2 avril 2000 à La Havane, 16 avril 2000 à Paramaribo |  |  | 7 mai 2000 à La Havane, 21 mai 2000 à Bridgetown | 7 mai 2000 à La Havane, 21 mai 2000 à Bridgetown | 7 mai 2000 à La Havane, 21 mai 2000 à Bridgetown | 7 mai 2000 à La Havane, 21 mai 2000 à Bridgetown |
|  | 5 mars 2000 à La Havane, 19 mars 2000 à Georgetown     | 5 mars 2000 à La Havane, 19 mars 2000 à Georgetown | 5 mars 2000 à La Havane, 19 mars 2000 à Georgetown      | 5 mars 2000 à La Havane, 19 mars 2000 à Georgetown |       |          | 2 avril 2000 à La Havane, 16 avril 2000 à Paramaribo | 2 avril 2000 à La Havane, 16 avril 2000 à Paramaribo | 2 avril 2000 à La Havane, 16 avril 2000 à Paramaribo | 2 avril 2000 à La Havane, 16 avril 2000 à Paramaribo |  |  | 7 mai 2000 à La Havane, 21 mai 2000 à Bridgetown | 7 mai 2000 à La Havane, 21 mai 2000 à Bridgetown | 7 mai 2000 à La Havane, 21 mai 2000 à Bridgetown | 7 mai 2000 à La Havane, 21 mai 2000 à Bridgetown |
|  | Cuba                                                   | Cuba                                               | 4                                                       | 0                                                  |       |          | 2 avril 2000 à La Havane, 16 avril 2000 à Paramaribo | 2 avril 2000 à La Havane, 16 avril 2000 à Paramaribo | 2 avril 2000 à La Havane, 16 avril 2000 à Paramaribo | 2 avril 2000 à La Havane, 16 avril 2000 à Paramaribo |  |  | 7 mai 2000 à La Havane, 21 mai 2000 à Bridgetown | 7 mai 2000 à La Havane, 21 mai 2000 à Bridgetown | 7 mai 2000 à La Havane, 21 mai 2000 à Bridgetown | 7 mai 2000 à La Havane, 21 mai 2000 à Bridgetown |
|  | Cuba                                                   | Cuba                                               | 4                                                       | 0                                                  |       |          | 2 avril 2000 à La Havane, 16 avril 2000 à Paramaribo | 2 avril 2000 à La Havane, 16 avril 2000 à Paramaribo | 2 avril 2000 à La Havane, 16 avril 2000 à Paramaribo | 2 avril 2000 à La Havane, 16 avril 2000 à Paramaribo |  |  | 7 mai 2000 à La Havane, 21 mai 2000 à Bridgetown | 7 mai 2000 à La Havane, 21 mai 2000 à Bridgetown | 7 mai 2000 à La Havane, 21 mai 2000 à Bridgetown | 7 mai 2000 à La Havane, 21 mai 2000 à Bridgetown |
|  | Îles Caïmans                                           | Îles Caïmans                                       | 0                                                       | 0                                                  |       |          | 2 avril 2000 à La Havane, 16 avril 2000 à Paramaribo | 2 avril 2000 à La Havane, 16 avril 2000 à Paramaribo | 2 avril 2000 à La Havane, 16 avril 2000 à Paramaribo | 2 avril 2000 à La Havane, 16 avril 2000 à Paramaribo |  |  | 7 mai 2000 à La Havane, 21 mai 2000 à Bridgetown | 7 mai 2000 à La Havane, 21 mai 2000 à Bridgetown | 7 mai 2000 à La Havane, 21 mai 2000 à Bridgetown | 7 mai 2000 à La Havane, 21 mai 2000 à Bridgetown |
|  | Îles Caïmans                                           | Îles Caïmans                                       | 0                                                       | 0                                                  | Cuba  | Cuba     | 1                                                    | 0                                                    |                                                      |                                                      |  |  | 7 mai 2000 à La Havane, 21 mai 2000 à Bridgetown | 7 mai 2000 à La Havane, 21 mai 2000 à Bridgetown | 7 mai 2000 à La Havane, 21 mai 2000 à Bridgetown | 7 mai 2000 à La Havane, 21 mai 2000 à Bridgetown |
|  | 3 mars 2000 à Castries, 19 mars 2000 à Paramaribo      |                                                    |                                                         |                                                    | Cuba  | Cuba     | 1                                                    | 0                                                    |                                                      |                                                      |  |  | 7 mai 2000 à La Havane, 21 mai 2000 à Bridgetown | 7 mai 2000 à La Havane, 21 mai 2000 à Bridgetown | 7 mai 2000 à La Havane, 21 mai 2000 à Bridgetown | 7 mai 2000 à La Havane, 21 mai 2000 à Bridgetown |
|  |                                                        |                                                    | Suriname                                                | Suriname                                           | 0     | 0        |                                                      |                                                      |                                                      |                                                      |  |  | 7 mai 2000 à La Havane, 21 mai 2000 à Bridgetown | 7 mai 2000 à La Havane, 21 mai 2000 à Bridgetown | 7 mai 2000 à La Havane, 21 mai 2000 à Bridgetown | 7 mai 2000 à La Havane, 21 mai 2000 à Bridgetown |
|  | Sainte-Lucie                                           | Sainte-Lucie                                       | Suriname                                                | Suriname                                           | 0     | 0        | 1                                                    | 0ap (1)                                              |                                                      |                                                      |  |  | 7 mai 2000 à La Havane, 21 mai 2000 à Bridgetown | 7 mai 2000 à La Havane, 21 mai 2000 à Bridgetown | 7 mai 2000 à La Havane, 21 mai 2000 à Bridgetown | 7 mai 2000 à La Havane, 21 mai 2000 à Bridgetown |
|  | Sainte-Lucie                                           | Sainte-Lucie                                       | 1er avril 2000 à Oranjestad, 16 avril 2000 à Bridgetown |                                                    |       |          | 1                                                    | 0ap (1)                                              |                                                      |                                                      |  |  | 7 mai 2000 à La Havane, 21 mai 2000 à Bridgetown | 7 mai 2000 à La Havane, 21 mai 2000 à Bridgetown | 7 mai 2000 à La Havane, 21 mai 2000 à Bridgetown | 7 mai 2000 à La Havane, 21 mai 2000 à Bridgetown |
|  | Suriname                                               | Suriname                                           | 0                                                       | 1 tab(3)                                           |       |          |                                                      |                                                      |                                                      |                                                      |  |  | 7 mai 2000 à La Havane, 21 mai 2000 à Bridgetown | 7 mai 2000 à La Havane, 21 mai 2000 à Bridgetown | 7 mai 2000 à La Havane, 21 mai 2000 à Bridgetown | 7 mai 2000 à La Havane, 21 mai 2000 à Bridgetown |
|  | Suriname                                               | Suriname                                           | 0                                                       | 1 tab(3)                                           | Cuba  | Cuba     | 1                                                    | 1ap (4)                                              |                                                      |                                                      |  |  |                                                  |                                                  |                                                  |                                                  |
|  | 11 mars 2000 à Oranjestad, 19 mars 2000 à San Juan     |                                                    |                                                         |                                                    | Cuba  | Cuba     | 1                                                    | 1ap (4)                                              |                                                      |                                                      |  |  |                                                  |                                                  |                                                  |                                                  |
|  |                                                        |                                                    | Barbade                                                 | Barbade                                            | 1     | 1 tab(5) |                                                      |                                                      |                                                      |                                                      |  |  |                                                  |                                                  |                                                  |                                                  |
|  | Aruba                                                  | Aruba                                              | Barbade                                                 | Barbade                                            | 1     | 1 tab(5) | 4                                                    | 2                                                    |                                                      |                                                      |  |  |                                                  |                                                  |                                                  |                                                  |
|  | Aruba                                                  | Aruba                                              |                                                         |                                                    |       |          |                                                      |                                                      |                                                      |                                                      |  |  |                                                  |                                                  |                                                  |                                                  |
|  | Porto Rico                                             | Porto Rico                                         | 2                                                       | 2                                                  |       |          |                                                      |                                                      |                                                      |                                                      |  |  |                                                  |                                                  |                                                  |                                                  |
|  | Porto Rico                                             | Porto Rico                                         | 2                                                       | 2                                                  | Aruba | Aruba    | 1                                                    | 0                                                    |                                                      |                                                      |  |  |                                                  |                                                  |                                                  |                                                  |
|  | 5 mars 2000 à Bridgetown, 18 mars 2000 à Saint-Georges |                                                    |                                                         |                                                    | Aruba | Aruba    | 1                                                    | 0                                                    |                                                      |                                                      |  |  |                                                  |                                                  |                                                  |                                                  |
|  |                                                        |                                                    | Barbade                                                 | Barbade                                            | 3     | 4        |                                                      |                                                      |                                                      |                                                      |  |  |                                                  |                                                  |                                                  |                                                  |
|  | Barbade                                                | Barbade                                            | Barbade                                                 | Barbade                                            | 3     | 4        | 2                                                    | 3 ap                                                 |                                                      |                                                      |  |  |                                                  |                                                  |                                                  |                                                  |
|  | Barbade                                                | Barbade                                            |                                                         |                                                    |       |          |                                                      | 3 ap                                                 |                                                      |                                                      |  |  |                                                  |                                                  |                                                  |                                                  |
|  | Grenade                                                | Grenade                                            | 2                                                       | 2                                                  |       |          |                                                      |                                                      |                                                      |                                                      |  |  |                                                  |                                                  |                                                  |                                                  |
|  | Grenade                                                | Grenade                                            | 2                                                       | 2                                                  |       |          |                                                      |                                                      |                                                      |                                                      |  |  |                                                  |                                                  |                                                  |                                                  |
|  |                                                        |                                                    |                                                         |                                                    |       |          |                                                      |                                                      |                                                      |                                                      |  |  |                                                  |                                                  |                                                  |                                                  |

#### Caraïbes - Groupe 2
Saint-Vincent-et-les-Grenadines remporte ce groupe et accède au deuxième tour. Antigua-et-Barbuda doit passer les barrages.
Guyana est disqualifié et suspendu par la FIFA. Le match retour entre les Îles Turques-et-Caïques et Saint-Christophe-et-Niévès est disputé à Saint-Christophe-et-Niévès parce qu'il n'y a pas de terrain conforme aux Îles Turques-et-Caïques.
|  | Quarts de finale                                    | Quarts de finale                | Quarts de finale                                      | Quarts de finale                |                                 |                                 | Demi-finales                                           | Demi-finales                                           | Demi-finales                                           | Demi-finales                                           |  |  | Finale                                             | Finale                                             | Finale                                             | Finale                                             |
|  |                                                     |                                 |                                                       |                                 |                                 |                                 |                                                        |                                                        |                                                        |                                                        |  |  |                                                    |                                                    |                                                    |                                                    |
|  |                                                     |                                 |                                                       |                                 |                                 |                                 | 16 avril 2000 à Saint John's, 23 avril 2000 à Hamilton | 16 avril 2000 à Saint John's, 23 avril 2000 à Hamilton | 16 avril 2000 à Saint John's, 23 avril 2000 à Hamilton | 16 avril 2000 à Saint John's, 23 avril 2000 à Hamilton |  |  | 7 mai 2000 à Saint John's, 21 mai 2000 à Kingstown | 7 mai 2000 à Saint John's, 21 mai 2000 à Kingstown | 7 mai 2000 à Saint John's, 21 mai 2000 à Kingstown | 7 mai 2000 à Saint John's, 21 mai 2000 à Kingstown |
|  |                                                     |                                 |                                                       |                                 |                                 |                                 | 16 avril 2000 à Saint John's, 23 avril 2000 à Hamilton | 16 avril 2000 à Saint John's, 23 avril 2000 à Hamilton | 16 avril 2000 à Saint John's, 23 avril 2000 à Hamilton | 16 avril 2000 à Saint John's, 23 avril 2000 à Hamilton |  |  | 7 mai 2000 à Saint John's, 21 mai 2000 à Kingstown | 7 mai 2000 à Saint John's, 21 mai 2000 à Kingstown | 7 mai 2000 à Saint John's, 21 mai 2000 à Kingstown | 7 mai 2000 à Saint John's, 21 mai 2000 à Kingstown |
|  | Antigua-et-Barbuda                                  | Antigua-et-Barbuda              | Q.                                                    | Q.                              |                                 |                                 | 16 avril 2000 à Saint John's, 23 avril 2000 à Hamilton | 16 avril 2000 à Saint John's, 23 avril 2000 à Hamilton | 16 avril 2000 à Saint John's, 23 avril 2000 à Hamilton | 16 avril 2000 à Saint John's, 23 avril 2000 à Hamilton |  |  | 7 mai 2000 à Saint John's, 21 mai 2000 à Kingstown | 7 mai 2000 à Saint John's, 21 mai 2000 à Kingstown | 7 mai 2000 à Saint John's, 21 mai 2000 à Kingstown | 7 mai 2000 à Saint John's, 21 mai 2000 à Kingstown |
|  | Antigua-et-Barbuda                                  | Antigua-et-Barbuda              | Q.                                                    | Q.                              |                                 |                                 | 16 avril 2000 à Saint John's, 23 avril 2000 à Hamilton | 16 avril 2000 à Saint John's, 23 avril 2000 à Hamilton | 16 avril 2000 à Saint John's, 23 avril 2000 à Hamilton | 16 avril 2000 à Saint John's, 23 avril 2000 à Hamilton |  |  | 7 mai 2000 à Saint John's, 21 mai 2000 à Kingstown | 7 mai 2000 à Saint John's, 21 mai 2000 à Kingstown | 7 mai 2000 à Saint John's, 21 mai 2000 à Kingstown | 7 mai 2000 à Saint John's, 21 mai 2000 à Kingstown |
|  | Guyana                                              | Guyana                          | dsq                                                   | dsq                             |                                 |                                 | 16 avril 2000 à Saint John's, 23 avril 2000 à Hamilton | 16 avril 2000 à Saint John's, 23 avril 2000 à Hamilton | 16 avril 2000 à Saint John's, 23 avril 2000 à Hamilton | 16 avril 2000 à Saint John's, 23 avril 2000 à Hamilton |  |  | 7 mai 2000 à Saint John's, 21 mai 2000 à Kingstown | 7 mai 2000 à Saint John's, 21 mai 2000 à Kingstown | 7 mai 2000 à Saint John's, 21 mai 2000 à Kingstown | 7 mai 2000 à Saint John's, 21 mai 2000 à Kingstown |
|  | Guyana                                              | Guyana                          | dsq                                                   | dsq                             | Antigua-et-Barbuda              | Antigua-et-Barbuda              | 0                                                      | 1e                                                     |                                                        |                                                        |  |  | 7 mai 2000 à Saint John's, 21 mai 2000 à Kingstown | 7 mai 2000 à Saint John's, 21 mai 2000 à Kingstown | 7 mai 2000 à Saint John's, 21 mai 2000 à Kingstown | 7 mai 2000 à Saint John's, 21 mai 2000 à Kingstown |
|  | 5 mars 2000 à Road Town, 19 mars 2000 à Hamilton    |                                 |                                                       |                                 | Antigua-et-Barbuda              | Antigua-et-Barbuda              | 0                                                      | 1e                                                     |                                                        |                                                        |  |  | 7 mai 2000 à Saint John's, 21 mai 2000 à Kingstown | 7 mai 2000 à Saint John's, 21 mai 2000 à Kingstown | 7 mai 2000 à Saint John's, 21 mai 2000 à Kingstown | 7 mai 2000 à Saint John's, 21 mai 2000 à Kingstown |
|  |                                                     |                                 | Bermudes                                              | Bermudes                        | 0                               | 1                               |                                                        |                                                        |                                                        |                                                        |  |  | 7 mai 2000 à Saint John's, 21 mai 2000 à Kingstown | 7 mai 2000 à Saint John's, 21 mai 2000 à Kingstown | 7 mai 2000 à Saint John's, 21 mai 2000 à Kingstown | 7 mai 2000 à Saint John's, 21 mai 2000 à Kingstown |
|  | Îles Vierges britanniques                           | Îles Vierges britanniques       | Bermudes                                              | Bermudes                        | 0                               | 1                               | 1                                                      | 0                                                      |                                                        |                                                        |  |  | 7 mai 2000 à Saint John's, 21 mai 2000 à Kingstown | 7 mai 2000 à Saint John's, 21 mai 2000 à Kingstown | 7 mai 2000 à Saint John's, 21 mai 2000 à Kingstown | 7 mai 2000 à Saint John's, 21 mai 2000 à Kingstown |
|  | Îles Vierges britanniques                           | Îles Vierges britanniques       | 16 avril 2000 à Kingstown, 22 avril 2000 à Basseterre |                                 |                                 |                                 | 1                                                      | 0                                                      |                                                        |                                                        |  |  | 7 mai 2000 à Saint John's, 21 mai 2000 à Kingstown | 7 mai 2000 à Saint John's, 21 mai 2000 à Kingstown | 7 mai 2000 à Saint John's, 21 mai 2000 à Kingstown | 7 mai 2000 à Saint John's, 21 mai 2000 à Kingstown |
|  | Bermudes                                            | Bermudes                        | 5                                                     | 9                               |                                 |                                 |                                                        |                                                        |                                                        |                                                        |  |  | 7 mai 2000 à Saint John's, 21 mai 2000 à Kingstown | 7 mai 2000 à Saint John's, 21 mai 2000 à Kingstown | 7 mai 2000 à Saint John's, 21 mai 2000 à Kingstown | 7 mai 2000 à Saint John's, 21 mai 2000 à Kingstown |
|  | Bermudes                                            | Bermudes                        | 5                                                     | 9                               | Antigua-et-Barbuda              | Antigua-et-Barbuda              | 2                                                      | 0                                                      |                                                        |                                                        |  |  |                                                    |                                                    |                                                    |                                                    |
|  | 5 mars 2000 à Kingstown, 19 mars 2000 à Saint Croix |                                 |                                                       |                                 | Antigua-et-Barbuda              | Antigua-et-Barbuda              | 2                                                      | 0                                                      |                                                        |                                                        |  |  |                                                    |                                                    |                                                    |                                                    |
|  |                                                     |                                 | Saint-Vincent-et-les-Grenadines                       | Saint-Vincent-et-les-Grenadines | 1                               | 4                               |                                                        |                                                        |                                                        |                                                        |  |  |                                                    |                                                    |                                                    |                                                    |
|  | Saint-Vincent-et-les-Grenadines                     | Saint-Vincent-et-les-Grenadines | Saint-Vincent-et-les-Grenadines                       | Saint-Vincent-et-les-Grenadines | 1                               | 4                               | 9                                                      | 5                                                      |                                                        |                                                        |  |  |                                                    |                                                    |                                                    |                                                    |
|  | Saint-Vincent-et-les-Grenadines                     | Saint-Vincent-et-les-Grenadines |                                                       |                                 |                                 |                                 |                                                        |                                                        |                                                        |                                                        |  |  |                                                    |                                                    |                                                    |                                                    |
|  | Îles Vierges des États-Unis                         | Îles Vierges des États-Unis     | 0                                                     | 1                               |                                 |                                 |                                                        |                                                        |                                                        |                                                        |  |  |                                                    |                                                    |                                                    |                                                    |
|  | Îles Vierges des États-Unis                         | Îles Vierges des États-Unis     | 0                                                     | 1                               | Saint-Vincent-et-les-Grenadines | Saint-Vincent-et-les-Grenadines | 1                                                      | 2                                                      |                                                        |                                                        |  |  |                                                    |                                                    |                                                    |                                                    |
|  | 18 et 21 mars 2000 à Basseterre                     |                                 |                                                       |                                 | Saint-Vincent-et-les-Grenadines | Saint-Vincent-et-les-Grenadines | 1                                                      | 2                                                      |                                                        |                                                        |  |  |                                                    |                                                    |                                                    |                                                    |
|  |                                                     |                                 | Saint-Christophe-et-Niévès                            | Saint-Christophe-et-Niévès      | 0                               | 1                               |                                                        |                                                        |                                                        |                                                        |  |  |                                                    |                                                    |                                                    |                                                    |
|  | Saint-Christophe-et-Niévès                          | Saint-Christophe-et-Niévès      | Saint-Christophe-et-Niévès                            | Saint-Christophe-et-Niévès      | 0                               | 1                               | 8                                                      | 6                                                      |                                                        |                                                        |  |  |                                                    |                                                    |                                                    |                                                    |
|  | Saint-Christophe-et-Niévès                          | Saint-Christophe-et-Niévès      |                                                       |                                 |                                 |                                 |                                                        | 6                                                      |                                                        |                                                        |  |  |                                                    |                                                    |                                                    |                                                    |
|  | Îles Turques-et-Caïques                             | Îles Turques-et-Caïques         | 0                                                     | 0                               |                                 |                                 |                                                        |                                                        |                                                        |                                                        |  |  |                                                    |                                                    |                                                    |                                                    |
|  | Îles Turques-et-Caïques                             | Îles Turques-et-Caïques         | 0                                                     | 0                               |                                 |                                 |                                                        |                                                        |                                                        |                                                        |  |  |                                                    |                                                    |                                                    |                                                    |
|  |                                                     |                                 |                                                       |                                 |                                 |                                 |                                                        |                                                        |                                                        |                                                        |  |  |                                                    |                                                    |                                                    |                                                    |

e = Victoire aux buts marqués à l'extérieur

#### Caraïbes - Groupe 3
Trinité-et-Tobago remporte ce groupe et accède au deuxième tour. Haïti doit passer les barrages.
|  | Quarts de finale                                         | Quarts de finale                                        | Quarts de finale                                        | Quarts de finale                                        |                   |                   | Demi-finales                                                 | Demi-finales                                                 | Demi-finales                                                 | Demi-finales                                                 |  |  | Finale                                                    | Finale                                                    | Finale                                                    | Finale                                                    |
|  |                                                          |                                                         |                                                         |                                                         |                   |                   |                                                              |                                                              |                                                              |                                                              |  |  |                                                           |                                                           |                                                           |                                                           |
|  | 4 mars 2000 à Port-d'Espagne, 18 mars 2000 à Willemstad  | 4 mars 2000 à Port-d'Espagne, 18 mars 2000 à Willemstad | 4 mars 2000 à Port-d'Espagne, 18 mars 2000 à Willemstad | 4 mars 2000 à Port-d'Espagne, 18 mars 2000 à Willemstad |                   |                   | 2 avril 2000 à Port-d'Espagne, 16 avril 2000 à Santo Domingo | 2 avril 2000 à Port-d'Espagne, 16 avril 2000 à Santo Domingo | 2 avril 2000 à Port-d'Espagne, 16 avril 2000 à Santo Domingo | 2 avril 2000 à Port-d'Espagne, 16 avril 2000 à Santo Domingo |  |  | 7 mai 2000 à Port-d'Espagne, 21 mai 2000 à Port-au-Prince | 7 mai 2000 à Port-d'Espagne, 21 mai 2000 à Port-au-Prince | 7 mai 2000 à Port-d'Espagne, 21 mai 2000 à Port-au-Prince | 7 mai 2000 à Port-d'Espagne, 21 mai 2000 à Port-au-Prince |
|  | 4 mars 2000 à Port-d'Espagne, 18 mars 2000 à Willemstad  | 4 mars 2000 à Port-d'Espagne, 18 mars 2000 à Willemstad | 4 mars 2000 à Port-d'Espagne, 18 mars 2000 à Willemstad | 4 mars 2000 à Port-d'Espagne, 18 mars 2000 à Willemstad |                   |                   | 2 avril 2000 à Port-d'Espagne, 16 avril 2000 à Santo Domingo | 2 avril 2000 à Port-d'Espagne, 16 avril 2000 à Santo Domingo | 2 avril 2000 à Port-d'Espagne, 16 avril 2000 à Santo Domingo | 2 avril 2000 à Port-d'Espagne, 16 avril 2000 à Santo Domingo |  |  | 7 mai 2000 à Port-d'Espagne, 21 mai 2000 à Port-au-Prince | 7 mai 2000 à Port-d'Espagne, 21 mai 2000 à Port-au-Prince | 7 mai 2000 à Port-d'Espagne, 21 mai 2000 à Port-au-Prince | 7 mai 2000 à Port-d'Espagne, 21 mai 2000 à Port-au-Prince |
|  | Trinité-et-Tobago                                        | Trinité-et-Tobago                                       | 5                                                       | 1                                                       |                   |                   | 2 avril 2000 à Port-d'Espagne, 16 avril 2000 à Santo Domingo | 2 avril 2000 à Port-d'Espagne, 16 avril 2000 à Santo Domingo | 2 avril 2000 à Port-d'Espagne, 16 avril 2000 à Santo Domingo | 2 avril 2000 à Port-d'Espagne, 16 avril 2000 à Santo Domingo |  |  | 7 mai 2000 à Port-d'Espagne, 21 mai 2000 à Port-au-Prince | 7 mai 2000 à Port-d'Espagne, 21 mai 2000 à Port-au-Prince | 7 mai 2000 à Port-d'Espagne, 21 mai 2000 à Port-au-Prince | 7 mai 2000 à Port-d'Espagne, 21 mai 2000 à Port-au-Prince |
|  | Trinité-et-Tobago                                        | Trinité-et-Tobago                                       | 5                                                       | 1                                                       |                   |                   | 2 avril 2000 à Port-d'Espagne, 16 avril 2000 à Santo Domingo | 2 avril 2000 à Port-d'Espagne, 16 avril 2000 à Santo Domingo | 2 avril 2000 à Port-d'Espagne, 16 avril 2000 à Santo Domingo | 2 avril 2000 à Port-d'Espagne, 16 avril 2000 à Santo Domingo |  |  | 7 mai 2000 à Port-d'Espagne, 21 mai 2000 à Port-au-Prince | 7 mai 2000 à Port-d'Espagne, 21 mai 2000 à Port-au-Prince | 7 mai 2000 à Port-d'Espagne, 21 mai 2000 à Port-au-Prince | 7 mai 2000 à Port-d'Espagne, 21 mai 2000 à Port-au-Prince |
|  | Antilles néerlandaises                                   | Antilles néerlandaises                                  | 0                                                       | 1                                                       |                   |                   | 2 avril 2000 à Port-d'Espagne, 16 avril 2000 à Santo Domingo | 2 avril 2000 à Port-d'Espagne, 16 avril 2000 à Santo Domingo | 2 avril 2000 à Port-d'Espagne, 16 avril 2000 à Santo Domingo | 2 avril 2000 à Port-d'Espagne, 16 avril 2000 à Santo Domingo |  |  | 7 mai 2000 à Port-d'Espagne, 21 mai 2000 à Port-au-Prince | 7 mai 2000 à Port-d'Espagne, 21 mai 2000 à Port-au-Prince | 7 mai 2000 à Port-d'Espagne, 21 mai 2000 à Port-au-Prince | 7 mai 2000 à Port-d'Espagne, 21 mai 2000 à Port-au-Prince |
|  | Antilles néerlandaises                                   | Antilles néerlandaises                                  | 0                                                       | 1                                                       | Trinité-et-Tobago | Trinité-et-Tobago | 3                                                            | 1                                                            |                                                              |                                                              |  |  | 7 mai 2000 à Port-d'Espagne, 21 mai 2000 à Port-au-Prince | 7 mai 2000 à Port-d'Espagne, 21 mai 2000 à Port-au-Prince | 7 mai 2000 à Port-d'Espagne, 21 mai 2000 à Port-au-Prince | 7 mai 2000 à Port-d'Espagne, 21 mai 2000 à Port-au-Prince |
|  | 5 mars 2000 à San Cristóbal, 21 mars 2000 à Saint John's |                                                         |                                                         |                                                         | Trinité-et-Tobago | Trinité-et-Tobago | 3                                                            | 1                                                            |                                                              |                                                              |  |  | 7 mai 2000 à Port-d'Espagne, 21 mai 2000 à Port-au-Prince | 7 mai 2000 à Port-d'Espagne, 21 mai 2000 à Port-au-Prince | 7 mai 2000 à Port-d'Espagne, 21 mai 2000 à Port-au-Prince | 7 mai 2000 à Port-d'Espagne, 21 mai 2000 à Port-au-Prince |
|  |                                                          |                                                         | République dominicaine                                  | République dominicaine                                  | 0                 | 0                 |                                                              |                                                              |                                                              |                                                              |  |  | 7 mai 2000 à Port-d'Espagne, 21 mai 2000 à Port-au-Prince | 7 mai 2000 à Port-d'Espagne, 21 mai 2000 à Port-au-Prince | 7 mai 2000 à Port-d'Espagne, 21 mai 2000 à Port-au-Prince | 7 mai 2000 à Port-d'Espagne, 21 mai 2000 à Port-au-Prince |
|  | République dominicaine                                   | République dominicaine                                  | République dominicaine                                  | République dominicaine                                  | 0                 | 0                 | 3                                                            | 3                                                            |                                                              |                                                              |  |  | 7 mai 2000 à Port-d'Espagne, 21 mai 2000 à Port-au-Prince | 7 mai 2000 à Port-d'Espagne, 21 mai 2000 à Port-au-Prince | 7 mai 2000 à Port-d'Espagne, 21 mai 2000 à Port-au-Prince | 7 mai 2000 à Port-d'Espagne, 21 mai 2000 à Port-au-Prince |
|  | République dominicaine                                   | République dominicaine                                  | 1er avril 2000 à Port-au-Prince, 16 avril 2000 à Nassau |                                                         |                   |                   | 3                                                            | 3                                                            |                                                              |                                                              |  |  | 7 mai 2000 à Port-d'Espagne, 21 mai 2000 à Port-au-Prince | 7 mai 2000 à Port-d'Espagne, 21 mai 2000 à Port-au-Prince | 7 mai 2000 à Port-d'Espagne, 21 mai 2000 à Port-au-Prince | 7 mai 2000 à Port-d'Espagne, 21 mai 2000 à Port-au-Prince |
|  | Montserrat                                               | Montserrat                                              | 0                                                       | 1                                                       |                   |                   |                                                              |                                                              |                                                              |                                                              |  |  | 7 mai 2000 à Port-d'Espagne, 21 mai 2000 à Port-au-Prince | 7 mai 2000 à Port-d'Espagne, 21 mai 2000 à Port-au-Prince | 7 mai 2000 à Port-d'Espagne, 21 mai 2000 à Port-au-Prince | 7 mai 2000 à Port-d'Espagne, 21 mai 2000 à Port-au-Prince |
|  | Montserrat                                               | Montserrat                                              | 0                                                       | 1                                                       | Trinité-et-Tobago | Trinité-et-Tobago | 3                                                            | 1                                                            |                                                              |                                                              |  |  |                                                           |                                                           |                                                           |                                                           |
|  | 11 mars 2000 à Port-au-Prince, 19 mars 2000 à Roseau     |                                                         |                                                         |                                                         | Trinité-et-Tobago | Trinité-et-Tobago | 3                                                            | 1                                                            |                                                              |                                                              |  |  |                                                           |                                                           |                                                           |                                                           |
|  |                                                          |                                                         | Haïti                                                   | Haïti                                                   | 1                 | 1                 |                                                              |                                                              |                                                              |                                                              |  |  |                                                           |                                                           |                                                           |                                                           |
|  | Haïti                                                    | Haïti                                                   | Haïti                                                   | Haïti                                                   | 1                 | 1                 | 4                                                            | 3                                                            |                                                              |                                                              |  |  |                                                           |                                                           |                                                           |                                                           |
|  | Haïti                                                    | Haïti                                                   |                                                         |                                                         |                   |                   |                                                              |                                                              |                                                              |                                                              |  |  |                                                           |                                                           |                                                           |                                                           |
|  | Dominique                                                | Dominique                                               | 0                                                       | 1                                                       |                   |                   |                                                              |                                                              |                                                              |                                                              |  |  |                                                           |                                                           |                                                           |                                                           |
|  | Dominique                                                | Dominique                                               | 0                                                       | 1                                                       | Haïti             | Haïti             | 9                                                            | 4                                                            |                                                              |                                                              |  |  |                                                           |                                                           |                                                           |                                                           |
|  | 5 mars 2000 à The Valley, 19 mars 2000 à Nassau          |                                                         |                                                         |                                                         | Haïti             | Haïti             | 9                                                            | 4                                                            |                                                              |                                                              |  |  |                                                           |                                                           |                                                           |                                                           |
|  |                                                          |                                                         | Bahamas                                                 | Bahamas                                                 | 0                 | 0                 |                                                              |                                                              |                                                              |                                                              |  |  |                                                           |                                                           |                                                           |                                                           |
|  | Anguilla                                                 | Anguilla                                                | Bahamas                                                 | Bahamas                                                 | 0                 | 0                 | 1                                                            | 1                                                            |                                                              |                                                              |  |  |                                                           |                                                           |                                                           |                                                           |
|  | Anguilla                                                 | Anguilla                                                |                                                         |                                                         |                   |                   |                                                              | 1                                                            |                                                              |                                                              |  |  |                                                           |                                                           |                                                           |                                                           |
|  | Bahamas                                                  | Bahamas                                                 | 3                                                       | 2                                                       |                   |                   |                                                              |                                                              |                                                              |                                                              |  |  |                                                           |                                                           |                                                           |                                                           |
|  | Bahamas                                                  | Bahamas                                                 | 3                                                       | 2                                                       |                   |                   |                                                              |                                                              |                                                              |                                                              |  |  |                                                           |                                                           |                                                           |                                                           |
|  |                                                          |                                                         |                                                         |                                                         |                   |                   |                                                              |                                                              |                                                              |                                                              |  |  |                                                           |                                                           |                                                           |                                                           |

#### Amérique centrale - Groupe 1
Salvador accède au deuxième tour. Le Guatemala doit passer par les barrages. Les matchs entre Belize et le Guatemala furent joués sur terrain neutre en raison d'un différend frontalier.
| Rang | Équipe    | Pts | J | G | N | P | Bp | Bc | Diff |  | Résultats (▼ dom., ► ext.) |     |     |     |
| ---- | --------- | --- | - | - | - | - | -- | -- | ---- |  | -------------------------- | --- | --- | --- |
| 1    | Salvador  | 10  | 4 | 3 | 1 | 0 | 10 | 2  | +8   |  | Salvador                   |     | 1-1 | 5-0 |
| 2    | Guatemala | 5   | 4 | 1 | 2 | 1 | 3  | 3  | 0    |  | Guatemala                  | 0-1 |     | 0-0 |
| 3    | Belize    | 1   | 4 | 0 | 1 | 3 | 2  | 10 | -8   |  | Belize                     | 1-3 | 1-2 |     |

#### Amérique centrale - Groupe 2
Panama accède au deuxième tour. Le Honduras doit passer par les barrages.
| Rang | Équipe    | Pts | J | G | N | P | Bp | Bc | Diff |  | Résultats (▼ dom., ► ext.) |     |     |     |
| ---- | --------- | --- | - | - | - | - | -- | -- | ---- |  | -------------------------- | --- | --- | --- |
| 1    | Panama    | 9   | 4 | 3 | 0 | 1 | 8  | 3  | +5   |  | Panama                     |     | 1-0 | 4-0 |
| 2    | Honduras  | 9   | 4 | 3 | 0 | 1 | 7  | 2  | +5   |  | Honduras                   | 3-1 |     | 3-0 |
| 3    | Nicaragua | 0   | 4 | 0 | 0 | 4 | 0  | 10 | -10  |  | Nicaragua                  | 0-2 | 0-1 |     |

#### Barrages CONCACAF
4 juin 2000 à La Havane (Cuba) :  Cuba 0 - 1  Canada
11 juin 2000 à Winnipeg (Canada) :  Canada 0 - 0  Cuba
Le Canada accède aux demi-finales en gagnant 1-0 sur l'ensemble des deux matchs.
11 juin 2000 à Saint John's (Antigua-et-Barbuda) :  Antigua-et-Barbuda 0 - 1  Guatemala
18 juin 2000 à Guatemala (ville) (Guatemala) :  Guatemala 8 - 1  Antigua-et-Barbuda
Le Guatemala accède aux demi-finales en gagnant 9-1 sur l'ensemble des deux matchs.
3 juin 2000 à San Pedro Sula (Honduras) :  Honduras 4 - 0  Haïti
17 juin 2000 à Port-au-Prince (Haïti) :  Haïti 1 - 3  Honduras
Le Honduras accède aux demi-finales en gagnant 7-1 sur l'ensemble des deux matchs.

### Deuxième tour

#### Groupe 1
Trinité-et-Tobago et le Mexique accèdent au tour final.
| Rang | Équipe            | Pts | J | G | N | P | Bp | Bc | Diff |
| ---- | ----------------- | --- | - | - | - | - | -- | -- | ---- |
| 1    | Trinité-et-Tobago | 15  | 6 | 5 | 0 | 1 | 14 | 7  | +7   |
| 2    | Mexique           | 13  | 6 | 4 | 1 | 1 | 17 | 2  | +15  |
| 3    | Canada            | 5   | 6 | 1 | 2 | 3 | 1  | 8  | -7   |
| 4    | Panama            | 1   | 6 | 0 | 1 | 5 | 1  | 16 | -15  |

#### Groupe 2
Le Honduras et la Jamaïque accèdent au tour final.
| Rang | Équipe                          | Pts | J | G | N | P | Bp | Bc | Diff |
| ---- | ------------------------------- | --- | - | - | - | - | -- | -- | ---- |
| 1    | Honduras                        | 15  | 6 | 5 | 0 | 1 | 25 | 5  | +20  |
| 2    | Jamaïque                        | 12  | 6 | 4 | 0 | 2 | 7  | 4  | +3   |
| 3    | Salvador                        | 9   | 6 | 3 | 0 | 3 | 13 | 13 | 0    |
| 4    | Saint-Vincent-et-les-Grenadines | 0   | 6 | 0 | 0 | 6 | 2  | 25 | -23  |

#### Groupe 3
Les États-Unis et le Costa Rica accèdent au tour final.
| Rang | Équipe     | Pts | J | G | N | P | Bp | Bc | Diff |
| ---- | ---------- | --- | - | - | - | - | -- | -- | ---- |
| 1    | États-Unis | 11  | 6 | 3 | 2 | 1 | 14 | 3  | +11  |
| 2    | Costa Rica | 10  | 6 | 3 | 1 | 2 | 9  | 6  | +3   |
| 2    | Guatemala  | 10  | 6 | 3 | 1 | 2 | 9  | 6  | +3   |
| 4    | Barbade    | 3   | 6 | 1 | 0 | 5 | 3  | 20 | -17  |

Le Costa Rica et le Guatemala terminent le groupe à égalité parfaite (buts marqués, buts encaissés, différence de buts, résultats des confrontations directes) et doivent jouer un match d'appui sur terrain neutre pour déterminer la deuxième équipe du groupe accédant au tour final.
Match d'appui
6 janvier 2001 à Miami (États-Unis) :  Costa Rica 5 - 2  Guatemala

### Tour final
Le Costa Rica, le Mexique et les États-Unis sont qualifiés pour la Coupe du monde 2002.
| Rang | Équipe            | Pts | J  | G | N | P | Bp | Bc | Diff |  | Résultats (▼ dom., ► ext.) |     |     |     |     |     |     |
| ---- | ----------------- | --- | -- | - | - | - | -- | -- | ---- |  | -------------------------- | --- | --- | --- | --- | --- | --- |
| 1    | Costa Rica        | 23  | 10 | 7 | 2 | 1 | 17 | 7  | +10  |  | Costa Rica                 |     | 0-0 | 2-0 | 2-2 | 2-1 | 3-0 |
| 2    | Mexique           | 17  | 10 | 5 | 2 | 3 | 16 | 9  | +7   |  | Mexique                    | 1-2 |     | 1-0 | 3-0 | 4-0 | 3-0 |
| 3    | États-Unis        | 17  | 10 | 5 | 2 | 3 | 11 | 8  | +3   |  | États-Unis                 | 1-0 | 2-0 |     | 2-3 | 2-1 | 2-0 |
| 4    | Honduras          | 14  | 10 | 4 | 2 | 4 | 17 | 17 | 0    |  | Honduras                   | 2-3 | 3-1 | 1-2 |     | 1-0 | 0-1 |
| 5    | Jamaïque          | 8   | 10 | 2 | 2 | 6 | 7  | 14 | -7   |  | Jamaïque                   | 0-1 | 1-2 | 0-0 | 1-1 |     | 1-0 |
| 6    | Trinité-et-Tobago | 5   | 10 | 1 | 2 | 7 | 5  | 18 | -13  |  | Trinité-et-Tobago          | 0-2 | 1-1 | 0-0 | 2-4 | 1-2 |     |

## Océanie

### Groupe 1
L'Australie remporte ce groupe et se qualifie pour la finale continentale. Elle établit lors de sa victoire 31-0 contre les Samoa Américaines le record mondial du match avec le plus de buts dans un match international. Les matchs du groupe 1 se sont déroulés du 7 au 16 avril 2001 à Coffs Harbour en Australie.
| Rang | Équipe            | Pts | J | G | N | P | Bp | Bc | Diff |  | Résultats         |  |     |      |      |      |
| ---- | ----------------- | --- | - | - | - | - | -- | -- | ---- |  | ----------------- |  | --- | ---- | ---- | ---- |
| 1    | Australie         | 12  | 4 | 4 | 0 | 0 | 66 | 0  | +66  |  | Australie         |  | 2-0 | 22-0 | 11-0 | 31-0 |
| 2    | Fidji             | 9   | 4 | 3 | 0 | 1 | 27 | 4  | +23  |  | Fidji             |  |     | 8-1  | 6-1  | 13-0 |
| 3    | Tonga             | 6   | 4 | 2 | 0 | 2 | 7  | 30 | -23  |  | Tonga             |  |     |      | 1-0  | 5-0  |
| 4    | Samoa             | 3   | 4 | 1 | 0 | 3 | 9  | 18 | -9   |  | Samoa             |  |     |      |      | 8-0  |
| 5    | Samoa américaines | 0   | 4 | 0 | 0 | 4 | 0  | 57 | -57  |  | Samoa américaines |  |     |      |      |      |

### Groupe 2
La Nouvelle-Zélande remporte ce groupe et se qualifie pour la finale continentale. Les matchs du groupe 2 se sont déroulés du 4 au 13 juin 2001 à Auckland en Nouvelle-Zélande.
| Rang | Équipe           | Pts | J | G | N | P | Bp | Bc | Diff |  | Résultats        |  |     |     |     |     |
| ---- | ---------------- | --- | - | - | - | - | -- | -- | ---- |  | ---------------- |  | --- | --- | --- | --- |
| 1    | Nouvelle-Zélande | 12  | 4 | 4 | 0 | 0 | 19 | 1  | +18  |  | Nouvelle-Zélande |  | 5-0 | 5-1 | 7-0 | 2-0 |
| 2    | Tahiti           | 9   | 4 | 3 | 0 | 1 | 14 | 6  | +8   |  | Tahiti           |  |     | 1-0 | 6-1 | 6-0 |
| 3    | Îles Salomon     | 6   | 4 | 2 | 0 | 2 | 17 | 10 | +7   |  | Îles Salomon     |  |     |     | 7-2 | 9-1 |
| 4    | Vanuatu          | 3   | 4 | 1 | 0 | 3 | 11 | 21 | -10  |  | Vanuatu          |  |     |     |     | 8-1 |
| 5    | Îles Cook        | 0   | 4 | 0 | 0 | 4 | 2  | 25 | -23  |  | Îles Cook        |  |     |     |     |     |

### Finale
L'Australie bat la Nouvelle-Zélande en finale et se qualifie pour le barrage intercontinental contre l'Uruguay (Amérique du Sud).
| 20.06.2001 | Nouvelle-Zélande |  | Australie        | 0 - 2 |
| 24.06.2001 | Australie *      |  | Nouvelle-Zélande | 4 - 1 |

## Amérique du Sud
| Rang | Équipe    | Pts | J  | G  | N | P  | Bp | Bc | Diff |  | Résultats (▼ dom., ► ext.) |     |     |     |     |     |     |     |     |     |     |
| ---- | --------- | --- | -- | -- | - | -- | -- | -- | ---- |  | -------------------------- | --- | --- | --- | --- | --- | --- | --- | --- | --- | --- |
| 1    | Argentine | 43  | 18 | 13 | 4 | 1  | 42 | 15 | +27  |  | Argentine                  |     | 2-0 | 2-1 | 1-1 | 2-1 | 3-0 | 1-0 | 2-0 | 5-0 | 4-1 |
| 2    | Équateur  | 31  | 18 | 9  | 4 | 5  | 23 | 20 | +3   |  | Équateur                   | 0-2 |     | 1-0 | 2-1 | 1-1 | 0-0 | 2-0 | 2-1 | 2-0 | 1-0 |
| 3    | Brésil    | 30  | 18 | 9  | 3 | 6  | 31 | 17 | +14  |  | Brésil                     | 3-1 | 3-2 |     | 2-0 | 1-1 | 1-0 | 5-0 | 1-1 | 3-0 | 2-0 |
| 4    | Paraguay  | 30  | 18 | 9  | 3 | 6  | 29 | 23 | +6   |  | Paraguay                   | 2-2 | 3-1 | 2-1 |     | 1-0 | 0-4 | 5-1 | 5-1 | 3-0 | 1-0 |
| 5    | Uruguay   | 27  | 18 | 7  | 6 | 5  | 19 | 13 | +6   |  | Uruguay                    | 1-1 | 4-0 | 1-0 | 0-1 |     | 1-1 | 1-0 | 0-0 | 3-1 | 2-1 |
| 6    | Colombie  | 27  | 18 | 7  | 6 | 5  | 20 | 15 | +5   |  | Colombie                   | 1-3 | 0-0 | 0-0 | 0-2 | 1-0 |     | 2-0 | 0-1 | 3-0 | 3-1 |
| 7    | Bolivie   | 18  | 18 | 4  | 6 | 8  | 21 | 33 | -12  |  | Bolivie                    | 3-3 | 1-5 | 3-1 | 0-0 | 0-0 | 1-1 |     | 1-0 | 5-0 | 1-0 |
| 8    | Pérou     | 16  | 18 | 4  | 4 | 10 | 14 | 25 | -11  |  | Pérou                      | 1-2 | 1-2 | 0-1 | 2-0 | 0-2 | 0-1 | 1-1 |     | 1-0 | 3-1 |
| 9    | Venezuela | 16  | 18 | 5  | 1 | 12 | 18 | 44 | -26  |  | Venezuela                  | 0-4 | 1-2 | 0-6 | 3-1 | 2-0 | 2-2 | 4-2 | 3-0 |     | 0-2 |
| 10   | Chili     | 12  | 18 | 3  | 3 | 12 | 15 | 27 | -12  |  | Chili                      | 0-2 | 0-0 | 3-0 | 3-1 | 0-1 | 0-1 | 2-2 | 1-1 | 0-2 |     |

## Europe

### Groupe 1
| Rang | Équipe         | Pts | J  | G | N | P  | Bp | Bc | Diff |  | Résultats (▼ dom., ► ext.) |     |     |     |     |     |     |
| ---- | -------------- | --- | -- | - | - | -- | -- | -- | ---- |  | -------------------------- | --- | --- | --- | --- | --- | --- |
| 1    | Russie         | 23  | 10 | 7 | 2 | 1  | 18 | 5  | +13  |  | Russie                     |     | 1-1 | 1-1 | 4-0 | 1-0 | 3-0 |
| 2    | Slovénie       | 20  | 10 | 5 | 5 | 0  | 17 | 9  | +8   |  | Slovénie                   | 2-1 |     | 1-1 | 2-2 | 3-0 | 2-0 |
| 3    | RF Yougoslavie | 19  | 10 | 5 | 4 | 1  | 22 | 8  | +14  |  | RF Yougoslavie             | 0-1 | 1-1 |     | 1-1 | 2-0 | 6-2 |
| 4    | Suisse         | 14  | 10 | 4 | 2 | 4  | 18 | 12 | +6   |  | Suisse                     | 0-1 | 0-1 | 1-2 |     | 5-1 | 5-0 |
| 5    | Îles Féroé     | 7   | 10 | 2 | 1 | 7  | 6  | 23 | -17  |  | Îles Féroé                 | 0-3 | 2-2 | 0-6 | 0-1 |     | 1-0 |
| 6    | Luxembourg     | 0   | 10 | 0 | 0 | 10 | 4  | 28 | -24  |  | Luxembourg                 | 1-2 | 1-2 | 0-2 | 0-3 | 0-2 |     |

### Groupe 2
| Rang | Équipe               | Pts | J  | G | N | P  | Bp | Bc | Diff |  | Résultats (▼ dom., ► ext.) |     |     |     |     |     |     |
| ---- | -------------------- | --- | -- | - | - | -- | -- | -- | ---- |  | -------------------------- | --- | --- | --- | --- | --- | --- |
| 1    | Portugal             | 24  | 10 | 7 | 3 | 0  | 33 | 7  | +26  |  | Portugal                   |     | 1-1 | 2-2 | 5-0 | 6-0 | 3-0 |
| 2    | République d'Irlande | 24  | 10 | 7 | 3 | 0  | 23 | 5  | +18  |  | République d'Irlande       | 1-1 |     | 1-0 | 2-0 | 4-0 | 3-1 |
| 3    | Pays-Bas             | 20  | 10 | 6 | 2 | 2  | 30 | 9  | +21  |  | Pays-Bas                   | 0-2 | 2-2 |     | 5-0 | 4-0 | 4-0 |
| 4    | Estonie              | 8   | 10 | 2 | 2 | 6  | 10 | 26 | -16  |  | Estonie                    | 1-3 | 0-2 | 2-4 |     | 2-2 | 1-0 |
| 5    | Chypre               | 8   | 10 | 2 | 2 | 6  | 13 | 31 | -18  |  | Chypre                     | 1-3 | 0-4 | 0-4 | 2-2 |     | 5-0 |
| 6    | Andorre              | 0   | 10 | 0 | 0 | 10 | 5  | 36 | -31  |  | Andorre                    | 1-7 | 0-3 | 0-5 | 1-2 | 2-3 |     |

### Groupe 3
| Rang | Équipe          | Pts | J  | G | N | P | Bp | Bc | Diff |  | Résultats (▼ dom., ► ext.) |     |     |     |     |     |     |
| ---- | --------------- | --- | -- | - | - | - | -- | -- | ---- |  | -------------------------- | --- | --- | --- | --- | --- | --- |
| 1    | Danemark        | 22  | 10 | 6 | 4 | 0 | 22 | 6  | +16  |  | Danemark                   |     | 2-1 | 1-1 | 6-0 | 1-1 | 2-1 |
| 2    | Tchéquie        | 20  | 10 | 6 | 2 | 2 | 20 | 8  | +12  |  | Tchéquie                   | 0-0 |     | 6-0 | 4-0 | 3-1 | 3-2 |
| 3    | Bulgarie        | 17  | 10 | 5 | 2 | 3 | 14 | 15 | -1   |  | Bulgarie                   | 0-2 | 0-1 |     | 2-1 | 4-3 | 3-0 |
| 4    | Islande         | 13  | 10 | 4 | 1 | 5 | 14 | 20 | -6   |  | Islande                    | 1-2 | 3-1 | 1-1 |     | 1-0 | 3-0 |
| 5    | Irlande du Nord | 11  | 10 | 3 | 2 | 5 | 11 | 12 | -1   |  | Irlande du Nord            | 1-1 | 0-1 | 0-1 | 3-0 |     | 1-0 |
| 6    | Malte           | 1   | 10 | 0 | 1 | 9 | 4  | 24 | -20  |  | Malte                      | 0-5 | 0-0 | 0-2 | 1-4 | 0-1 |     |

### Groupe 4
| Rang | Équipe      | Pts | J  | G | N | P | Bp | Bc | Diff |  | Résultats (▼ dom., ► ext.) |     |     |     |     |     |     |
| ---- | ----------- | --- | -- | - | - | - | -- | -- | ---- |  | -------------------------- | --- | --- | --- | --- | --- | --- |
| 1    | Suède       | 26  | 10 | 8 | 2 | 0 | 20 | 3  | +17  |  | Suède                      |     | 1-1 | 2-0 | 1-0 | 6-0 | 3-0 |
| 2    | Turquie     | 21  | 10 | 6 | 3 | 1 | 18 | 8  | +10  |  | Turquie                    | 1-2 |     | 1-1 | 3-3 | 2-0 | 3-0 |
| 3    | Slovaquie   | 17  | 10 | 5 | 2 | 3 | 16 | 9  | +7   |  | Slovaquie                  | 0-0 | 0-1 |     | 2-0 | 4-2 | 3-0 |
| 4    | Macédoine   | 7   | 10 | 1 | 4 | 5 | 11 | 18 | -7   |  | Macédoine                  | 1-2 | 1-2 | 0-5 |     | 2-2 | 3-0 |
| 5    | Moldavie    | 6   | 10 | 1 | 3 | 6 | 6  | 20 | -14  |  | Moldavie                   | 0-2 | 0-3 | 0-1 | 0-0 |     | 2-0 |
| 6    | Azerbaïdjan | 5   | 10 | 1 | 2 | 7 | 4  | 17 | -13  |  | Azerbaïdjan                | 0-1 | 0-1 | 2-0 | 1-1 | 0-0 |     |

### Groupe 5
| Rang | Équipe         | Pts | J  | G | N | P | Bp | Bc | Diff |  | Résultats (▼ dom., ► ext.) |     |     |     |     |     |     |
| ---- | -------------- | --- | -- | - | - | - | -- | -- | ---- |  | -------------------------- | --- | --- | --- | --- | --- | --- |
| 1    | Pologne        | 21  | 10 | 6 | 3 | 1 | 21 | 11 | +10  |  | Pologne                    |     | 1-1 | 3-1 | 3-0 | 0-0 | 4-0 |
| 2    | Ukraine        | 17  | 10 | 4 | 5 | 1 | 13 | 8  | +5   |  | Ukraine                    | 1-3 |     | 0-0 | 0-0 | 1-1 | 3-0 |
| 3    | Biélorussie    | 15  | 10 | 4 | 3 | 3 | 12 | 11 | +1   |  | Biélorussie                | 4-1 | 0-2 |     | 2-1 | 2-1 | 2-1 |
| 4    | Norvège        | 10  | 10 | 2 | 4 | 4 | 12 | 14 | -2   |  | Norvège                    | 2-3 | 0-1 | 1-1 |     | 3-2 | 0-0 |
| 5    | Pays de Galles | 9   | 10 | 1 | 6 | 3 | 10 | 12 | -2   |  | Pays de Galles             | 1-2 | 1-1 | 1-0 | 1-1 |     | 0-0 |
| 6    | Arménie        | 5   | 10 | 0 | 5 | 5 | 7  | 19 | -12  |  | Arménie                    | 1-1 | 2-3 | 0-0 | 1-4 | 2-2 |     |

### Groupe 6
| Rang | Équipe      | Pts | J | G | N | P | Bp | Bc | Diff |  | Résultats (▼ dom., ► ext.) |     |     |     |     |      |
| ---- | ----------- | --- | - | - | - | - | -- | -- | ---- |  | -------------------------- | --- | --- | --- | --- | ---- |
| 1    | Croatie     | 18  | 8 | 5 | 3 | 0 | 15 | 2  | +13  |  | Croatie                    |     | 1-0 | 1-1 | 4-1 | 4-0  |
| 2    | Belgique    | 17  | 8 | 5 | 2 | 1 | 25 | 6  | +19  |  | Belgique                   | 0-0 |     | 2-0 | 3-1 | 10-1 |
| 3    | Écosse      | 15  | 8 | 4 | 3 | 1 | 12 | 6  | +6   |  | Écosse                     | 0-0 | 2-2 |     | 2-1 | 4-0  |
| 4    | Lettonie    | 4   | 8 | 1 | 1 | 6 | 5  | 16 | -11  |  | Lettonie                   | 0-1 | 0-4 | 0-1 |     | 1-1  |
| 5    | Saint-Marin | 1   | 8 | 0 | 1 | 7 | 3  | 30 | -27  |  | Saint-Marin                | 0-4 | 1-4 | 0-2 | 0-1 |      |

### Groupe 7
| Rang | Équipe             | Pts | J | G | N | P | Bp | Bc | Diff |  | Résultats (▼ dom., ► ext.) |     |     |     |     |     |
| ---- | ------------------ | --- | - | - | - | - | -- | -- | ---- |  | -------------------------- | --- | --- | --- | --- | --- |
| 1    | Espagne            | 20  | 8 | 6 | 2 | 0 | 21 | 4  | +17  |  | Espagne                    |     | 4-0 | 2-0 | 4-1 | 5-0 |
| 2    | Autriche           | 15  | 8 | 4 | 3 | 1 | 10 | 8  | +2   |  | Autriche                   | 1-1 |     | 2-1 | 2-0 | 2-0 |
| 3    | Israël             | 12  | 8 | 3 | 3 | 2 | 11 | 7  | +4   |  | Israël                     | 1-1 | 1-1 |     | 3-1 | 2-0 |
| 4    | Bosnie-Herzégovine | 8   | 8 | 2 | 2 | 4 | 12 | 12 | 0    |  | Bosnie-Herzégovine         | 1-2 | 1-1 | 0-0 |     | 5-0 |
| 5    | Liechtenstein      | 0   | 8 | 0 | 0 | 8 | 0  | 23 | -23  |  | Liechtenstein              | 0-2 | 0-1 | 0-3 | 0-3 |     |

### Groupe 8
| Rang | Équipe   | Pts | J | G | N | P | Bp | Bc | Diff |  | Résultats (▼ dom., ► ext.) |     |     |     |     |     |
| ---- | -------- | --- | - | - | - | - | -- | -- | ---- |  | -------------------------- | --- | --- | --- | --- | --- |
| 1    | Italie   | 20  | 8 | 6 | 2 | 0 | 16 | 3  | +13  |  | Italie                     |     | 3-0 | 2-0 | 1-0 | 4-0 |
| 2    | Roumanie | 16  | 8 | 5 | 1 | 2 | 10 | 7  | +3   |  | Roumanie                   | 0-2 |     | 1-1 | 2-0 | 1-0 |
| 3    | Géorgie  | 10  | 8 | 3 | 1 | 4 | 12 | 12 | 0    |  | Géorgie                    | 1-2 | 0-2 |     | 3-1 | 2-0 |
| 4    | Hongrie  | 8   | 8 | 2 | 2 | 4 | 14 | 13 | +1   |  | Hongrie                    | 2-2 | 0-2 | 4-1 |     | 1-1 |
| 5    | Lituanie | 2   | 8 | 0 | 2 | 6 | 3  | 20 | -17  |  | Lituanie                   | 0-0 | 1-2 | 0-4 | 1-6 |     |

### Groupe 9
| Rang | Équipe     | Pts | J | G | N | P | Bp | Bc | Diff |  | Résultats (▼ dom., ► ext.) |     |     |     |     |     |
| ---- | ---------- | --- | - | - | - | - | -- | -- | ---- |  | -------------------------- | --- | --- | --- | --- | --- |
| 1    | Angleterre | 17  | 8 | 5 | 2 | 1 | 16 | 6  | +10  |  | Angleterre                 |     | 0-1 | 2-1 | 2-2 | 2-0 |
| 2    | Allemagne  | 17  | 8 | 5 | 2 | 1 | 14 | 10 | +4   |  | Allemagne                  | 1-5 |     | 0-0 | 2-0 | 2-1 |
| 3    | Finlande   | 12  | 8 | 3 | 3 | 2 | 12 | 7  | +5   |  | Finlande                   | 0-0 | 2-2 |     | 5-1 | 2-1 |
| 4    | Grèce      | 7   | 8 | 2 | 1 | 5 | 7  | 17 | -10  |  | Grèce                      | 0-2 | 2-4 | 1-0 |     | 1-0 |
| 5    | Albanie    | 3   | 8 | 1 | 0 | 7 | 5  | 14 | -9   |  | Albanie                    | 1-3 | 0-2 | 0-2 | 2-0 |     |

## Barrages

### Barrages UEFA
| Équipe 1 | Résultat | Équipe 2  | Aller | Retour |
| -------- | -------- | --------- | ----- | ------ |
| Ukraine  | 2 - 5    | Allemagne | 1 - 1 | 1 - 4  |
| Slovénie | 3 - 2    | Roumanie  | 2 - 1 | 1 - 1  |
| Autriche | 0 - 6    | Turquie   | 0 - 1 | 0 - 5  |
| Belgique | 2 - 0    | Tchéquie  | 1 - 0 | 1 - 0  |

L'Allemagne, la Slovénie, la Turquie et la Belgique se qualifient pour la Coupe du monde 2002.

### Barrages UEFA / AFC
| Match aller            | Irlande                      | 2 - 0   | Iran |                                                                                   |                                                                                   |
| 10 novembre 2001 18h00 | Harte 44e (pen.) · Keane 50e | (1 - 0) |      | Lansdowne Road (Dublin) Spectateurs : 36 538 Arbitrage : Antonio Pereira da Silva | Lansdowne Road (Dublin) Spectateurs : 36 538 Arbitrage : Antonio Pereira da Silva |
| 10 novembre 2001 18h00 | Rapport                      |         |      | Lansdowne Road (Dublin) Spectateurs : 36 538 Arbitrage : Antonio Pereira da Silva | Lansdowne Road (Dublin) Spectateurs : 36 538 Arbitrage : Antonio Pereira da Silva |

| Match retour           | Iran             | 1 - 0   | Irlande |                                                                        |                                                                        |
| 15 novembre 2001 17h30 | Golmohammadi 90e | (0 - 0) |         | Stade Azadi (Téhéran) Spectateurs : 100 000 Arbitrage : William Mattus | Stade Azadi (Téhéran) Spectateurs : 100 000 Arbitrage : William Mattus |
| 15 novembre 2001 17h30 | Rapport          |         |         | Stade Azadi (Téhéran) Spectateurs : 100 000 Arbitrage : William Mattus | Stade Azadi (Téhéran) Spectateurs : 100 000 Arbitrage : William Mattus |

L'Irlande gagne 2-1 sur l'ensemble des deux matchs et se qualifie pour la Coupe du monde 2002.

### Barrages CONMEBOL / OFC
| Match aller            | Australie         | 1 - 0   | Uruguay |                                                                                       |                                                                                       |
| 20 novembre 2001 20h15 | Muscat 78e (pen.) | (0 - 0) |         | Melbourne Cricket Ground (Melbourne) Spectateurs : 84 656 Arbitrage : Graziano Cesari | Melbourne Cricket Ground (Melbourne) Spectateurs : 84 656 Arbitrage : Graziano Cesari |
| 20 novembre 2001 20h15 | Rapport           |         |         | Melbourne Cricket Ground (Melbourne) Spectateurs : 84 656 Arbitrage : Graziano Cesari | Melbourne Cricket Ground (Melbourne) Spectateurs : 84 656 Arbitrage : Graziano Cesari |

| Match retour           | Uruguay                      | 3 - 0   | Australie |                                                                              |                                                                              |
| 25 novembre 2001 16h00 | Silva 14e · Morales 70e, 90e | (1 - 0) |           | Estadio Centenario (Montevideo) Spectateurs : 62 000 Arbitrage : Ali Bujsaim | Estadio Centenario (Montevideo) Spectateurs : 62 000 Arbitrage : Ali Bujsaim |
| 25 novembre 2001 16h00 | Rapport                      |         |           | Estadio Centenario (Montevideo) Spectateurs : 62 000 Arbitrage : Ali Bujsaim | Estadio Centenario (Montevideo) Spectateurs : 62 000 Arbitrage : Ali Bujsaim |

L'Uruguay gagne 3-1 sur l'ensemble des deux matchs et se qualifie en prenant le dernier ticket pour la Coupe du monde 2002.

## Qualifiés
| 15 d'UEFA     | Belgique             | Danemark | Allemagne       | Angleterre     | France   |
|               | République d'Irlande | Italie   | Croatie         | Pologne        | Portugal |
|               | Russie               | Suède    | Slovénie        | Espagne        | Turquie  |
| 5 de CONMEBOL | Argentine            | Brésil   | Équateur        | Paraguay       | Uruguay  |
| 3 de CONCACAF | Costa Rica           | Mexique  | États-Unis      |                |          |
| 5 de CAF      | Cameroun             | Nigeria  | Sénégal         | Afrique du Sud | Tunisie  |
| 4 d'AFC       | Chine                | Japon    | Arabie saoudite | Corée du Sud   |          |

C'est la première qualification pour la phase finale de la Coupe du monde de l'Équateur, la Slovénie, la Chine et le Sénégal.
Non-qualifiés de l'édition 1998 :
- Pays-Bas Demi-finales - 4e place
- Chili Huitième de finale
- Roumanie Huitième de finale
- RF Yougoslavie Huitième de finale
- Autriche 1er tour
- Bulgarie 1er tour
- Colombie 1er tour
- Écosse 1er tour
- Iran 1er tour
- Jamaïque 1er tour
- Maroc 1er tour
- Norvège 1er tour

## Carte des qualifiés

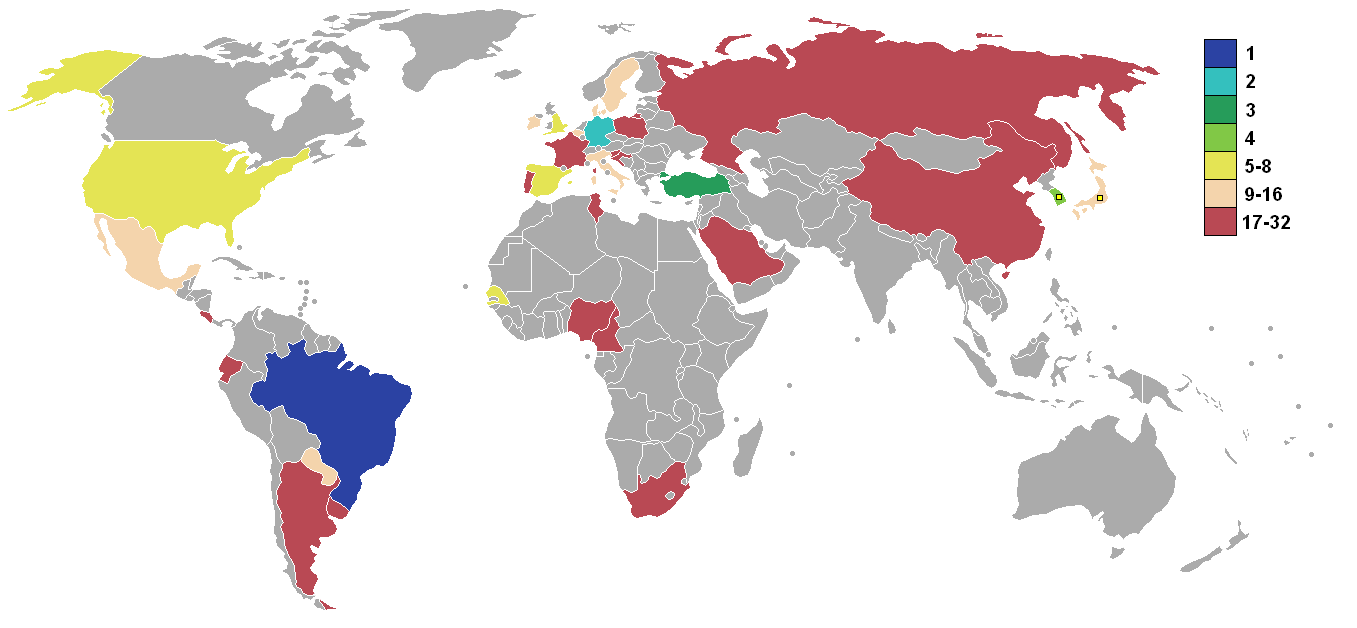
Pays qualifiés